# Douglas A-4 Skyhawk
Дуглас A-4 «Скайхок» (англ. Douglas A-4 Skyhawk; до 1962 года имел индекс A4D) — американский лёгкий палубный штурмовик, разработанный в первой половине 1950-х годов Douglas Aircraft Company. Серийно производился до 1979 года, состоял на вооружении многих стран мира. Широко применялся во Вьетнамской войне, арабо-израильских войнах и других вооружённых конфликтах.

## История создания

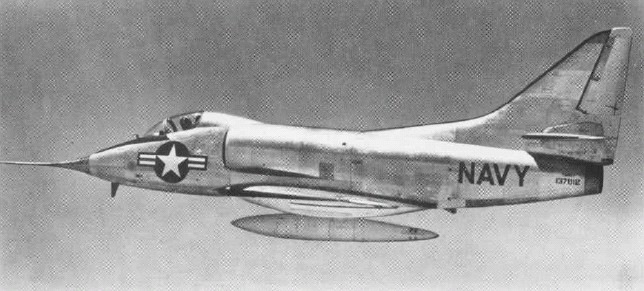
XA4D-1 в полёте

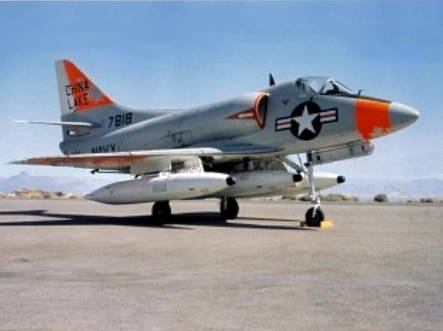
A-4A

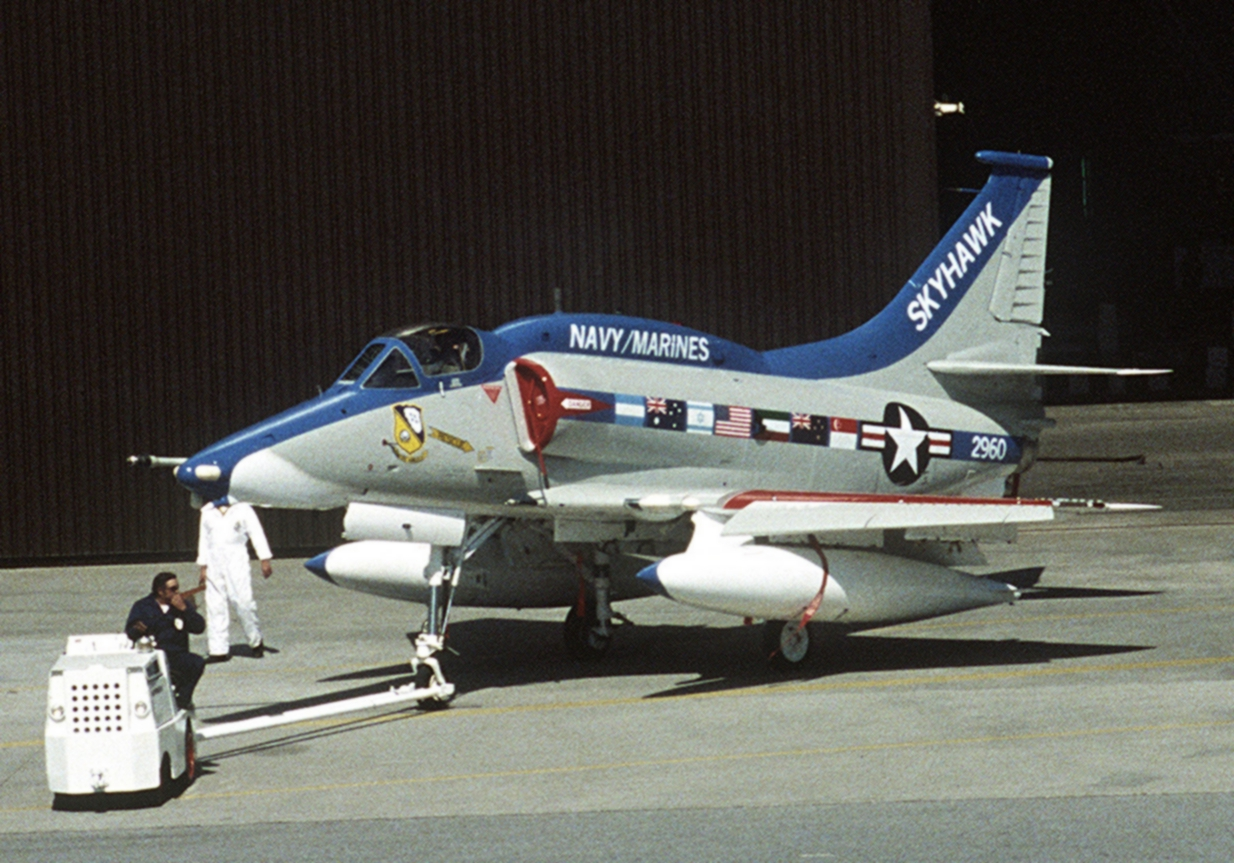
Выкатка A-4M (номер 160264), последнего произведённого «Скайхока». 27 февраля 1979 года

В начале 1950-х годов генеральный конструктор фирмы Эд Хайнеманн обратил внимание на тенденцию к увеличению массы современных истребителей. В частном порядке фирма разработала проект истребителя массой всего около 3000 кг. Проект не заинтересовал американское военное ведомство, так как в это время уже существовали несколько истребительных программ, однако ВМС США предложили фирме разработать палубный штурмовик. В октябре 1952 года прошла макетная комиссия, после которой началась уже основная работа над проектом.
Контракт с ВМС от 21 июня 1952 года предусматривал поставки 20 серийных самолётов (которым был присвоен индекс A4D-1), способных выполнять бомбометание с пикирования, изоляцию района боевых действий и оказание непосредственной авиационной поддержки. Самолёт планировался, в том числе, для доставки ядерного оружия (одна ядерная бомба свободного падения Mk 8, Mk 12 или Mk 91) и должен обладать следующими характеристиками: максимальная скорость — 800 км/ч, боевой радиус действия — 550 км, боевая нагрузка — 900 кг, масса пустого — не более 13 600 кг. Через несколько недель фирма «Дуглас» представила новый проект. Требуемые характеристики были превзойдены: самолёт оказался вдвое легче заданного параметра (5400 кг), имел скорость 965 км/ч и радиус действия 740 км. Позднее масса самолёта несколько возросла из-за новых требований к дальности полёта.
«Скайхок» проектировался под влиянием опыта применения штурмовой авиации в Корейской войне. Основным принципом при его создании была простота конструкции фюзеляжа. Это был лёгкий и компактный самолёт, которому для базирования на авианосце даже не требовались складывающиеся консоли крыла. В случае отказа гидравлической системы и невозможности выпустить шасси «Скайхок» мог совершить аварийную посадку на два подвесных топливных бака, использовавшихся почти всегда.
Факторами, оказывающими положительное влияние на боевую живучесть A-4, являлись возможность перехода на ручное управление при отказе основной и вспомогательной гидравлических систем, трёхлонжеронное крыло и протектированный фюзеляжный топливный бак. Кабина пилота бронирована, наружная стальная броня по внешним обводам кабины, лобовое бронестекло. Обеспечение защиты пилота от наземного огня ЗПУ 14,5 мм с дистанции 300 м. Масса бронирования составляла 450 кг, или 5,5 процентов от нормальной взлётной массы. A-4 стал первым самолётом, оборудованным системой дозаправки в полёте самолётов своего типа, и последним сильнобронированным штурмовиком 1950-х — 1960-х годов.
Новый самолёт впервые поднялся в воздух с авиабазы «Эдвардс» 22 июня 1954 года, пилотируемый Робертом Раном (Robert Rahn). Серийное производство машины продолжалось четверть века, до 27 февраля 1979 года, когда из сборочного цеха был выкачен последний из 2960 «Скайхоков».

## Задействованные структуры
В разработке и производстве самолётов A-4 были задействованы следующие структуры:
Генеральные подрядчики работ
- Планер — Douglas Aircraft Co., Inc., Лонг-Бич, Калифорния;
- Авиадвигатель — United Aircraft Corp., Pratt & Whitney Division, Ист-Харфорд, Коннектикут;

Субподрядчики
| - Автоматическая бортовая система управления полётом — Bendix Corp., Бербанк, Калифорния; - Радиовысотомер — Bendix Corp., Bendix-Pacific Division, Северный Голливуд, Калифорния; - Инерциальная система радионавигации — General Precision, Inc., Kearfott Division, Клифтон, Нью-Джерси; - Генератор переменного тока, радиопередатчик — General Electric Co., Лос-Анджелес, Калифорния; | - Индикатор воздушной скорости — Servomechanisms Inc., Эль-Сегундо, Калифорния; - Насосы — Vickers, Inc., Aero Hydraulics Division, Торренс, Калифорния; - Охлаждающая система — United Aircraft Corp., Hamilton Standard Division, Ист-Харфорд, Коннектикут; - Колёса, тормозные колодки — Goodyear Aerospace Corp., Акрон, Огайо. |

## Варианты

### Американские
- XA4D-1 — прототип.

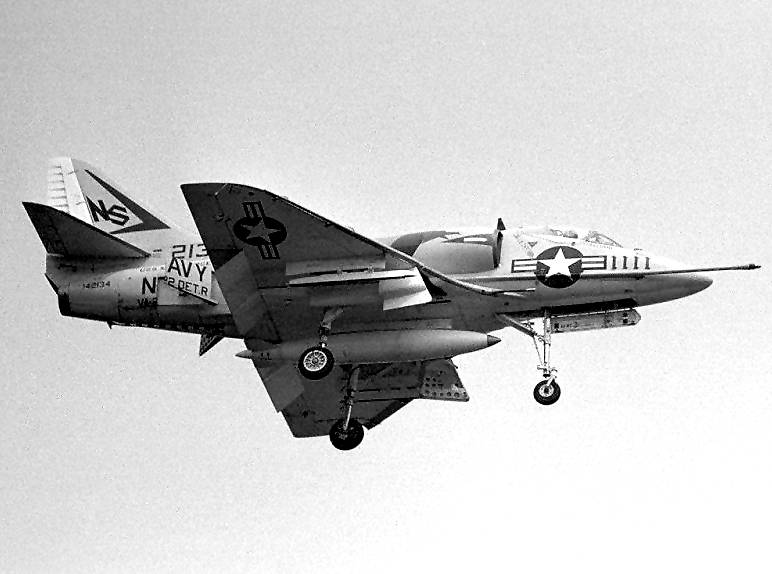
A-4B

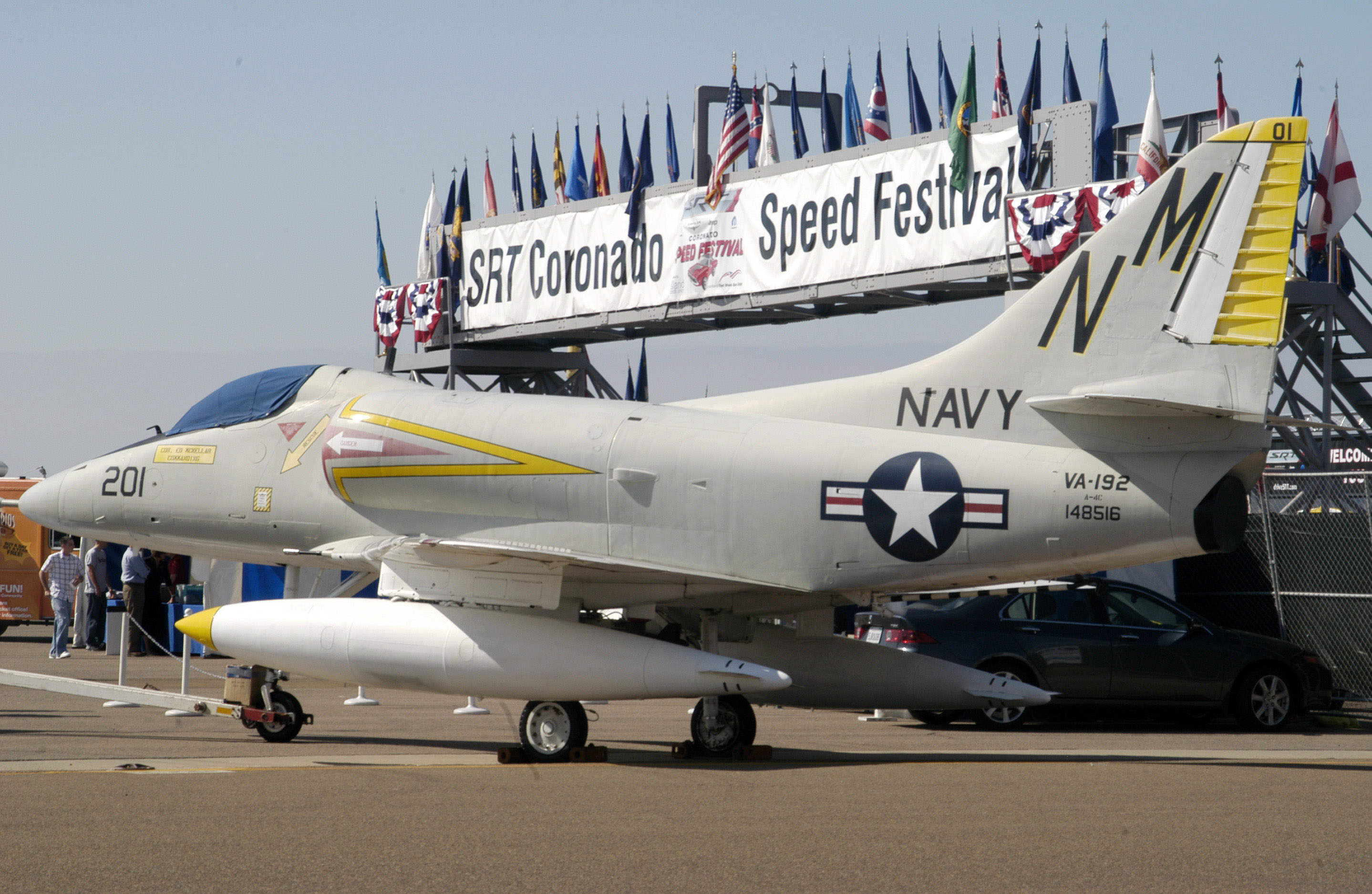
A-4C

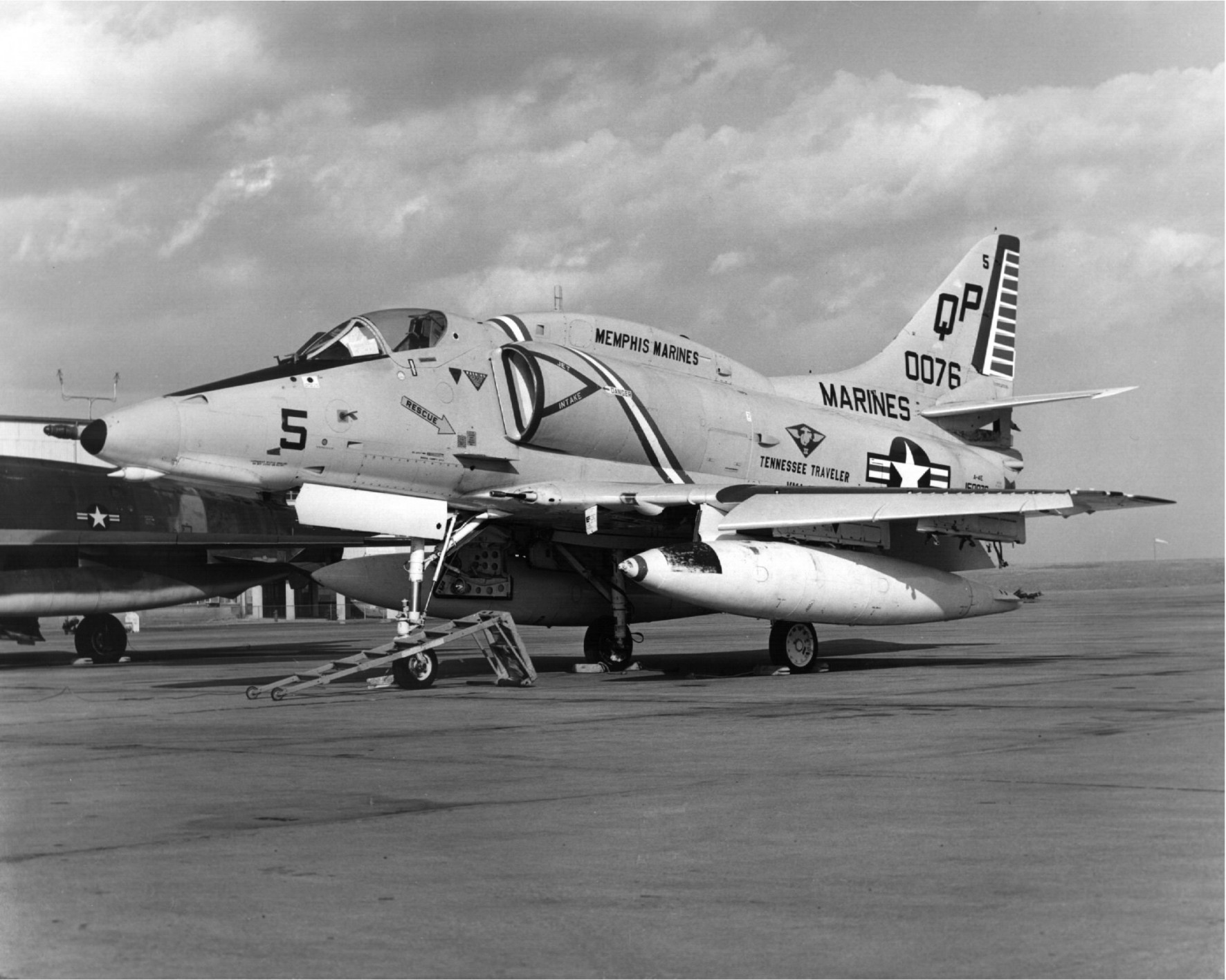
A-4E морской пехоты (поздний вариант с гаргротом по образцу A-4F)

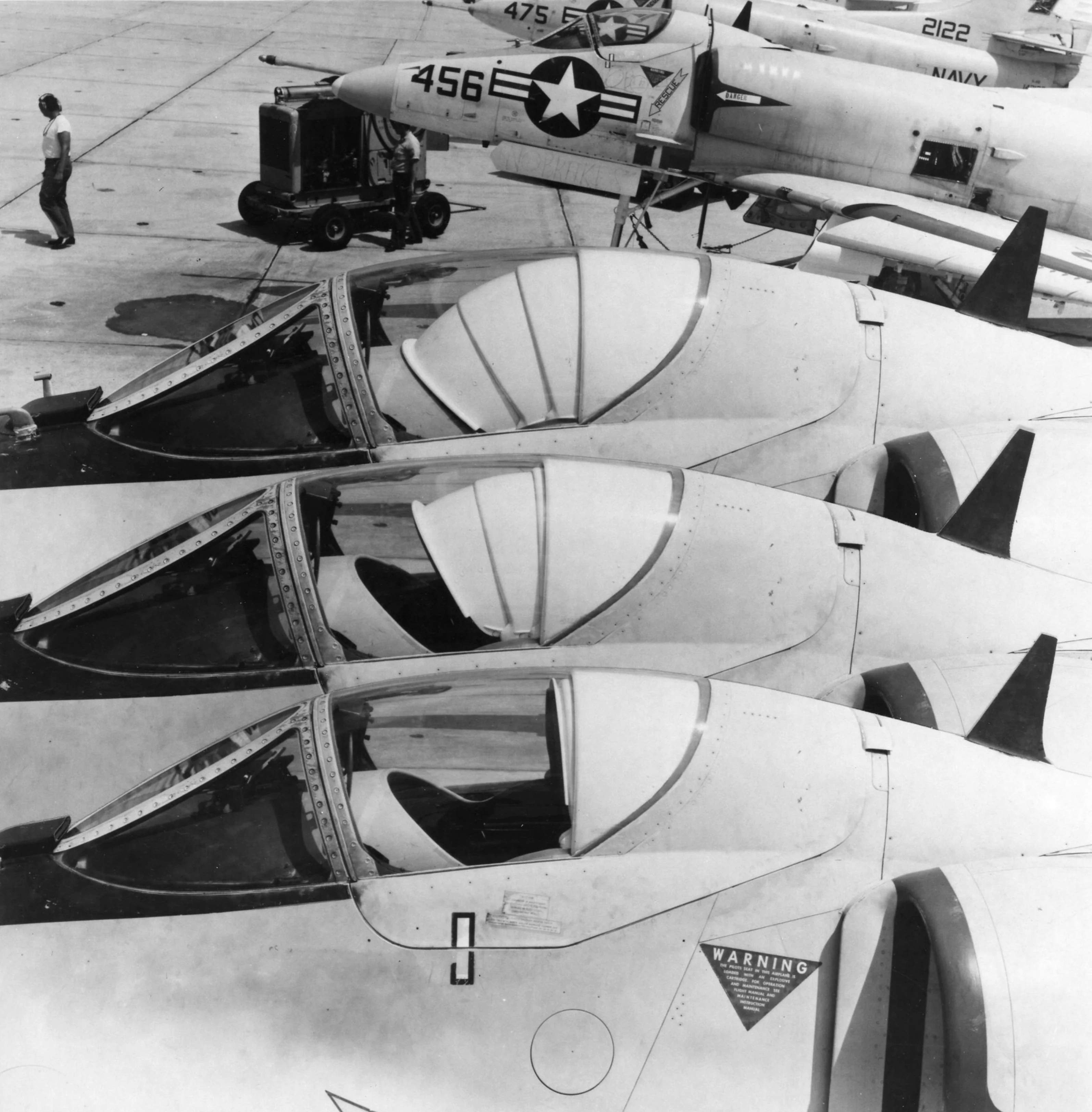
A-4E ВМФ США. Сдвижные створки тепловой защиты пилота в различном положении. Устройство должно использоваться после сброса ядерной бомбы для защиты пилота от световой вспышки ядерного взрыва. Во время ливанского кризиса 1958 года «Скайхоки» штурмовых эскадрилий на авианосцах Essex и Saratoga были вооружены ядерным оружием и находились в состоянии боевой готовности в ожидании "чрезвычайного положения".

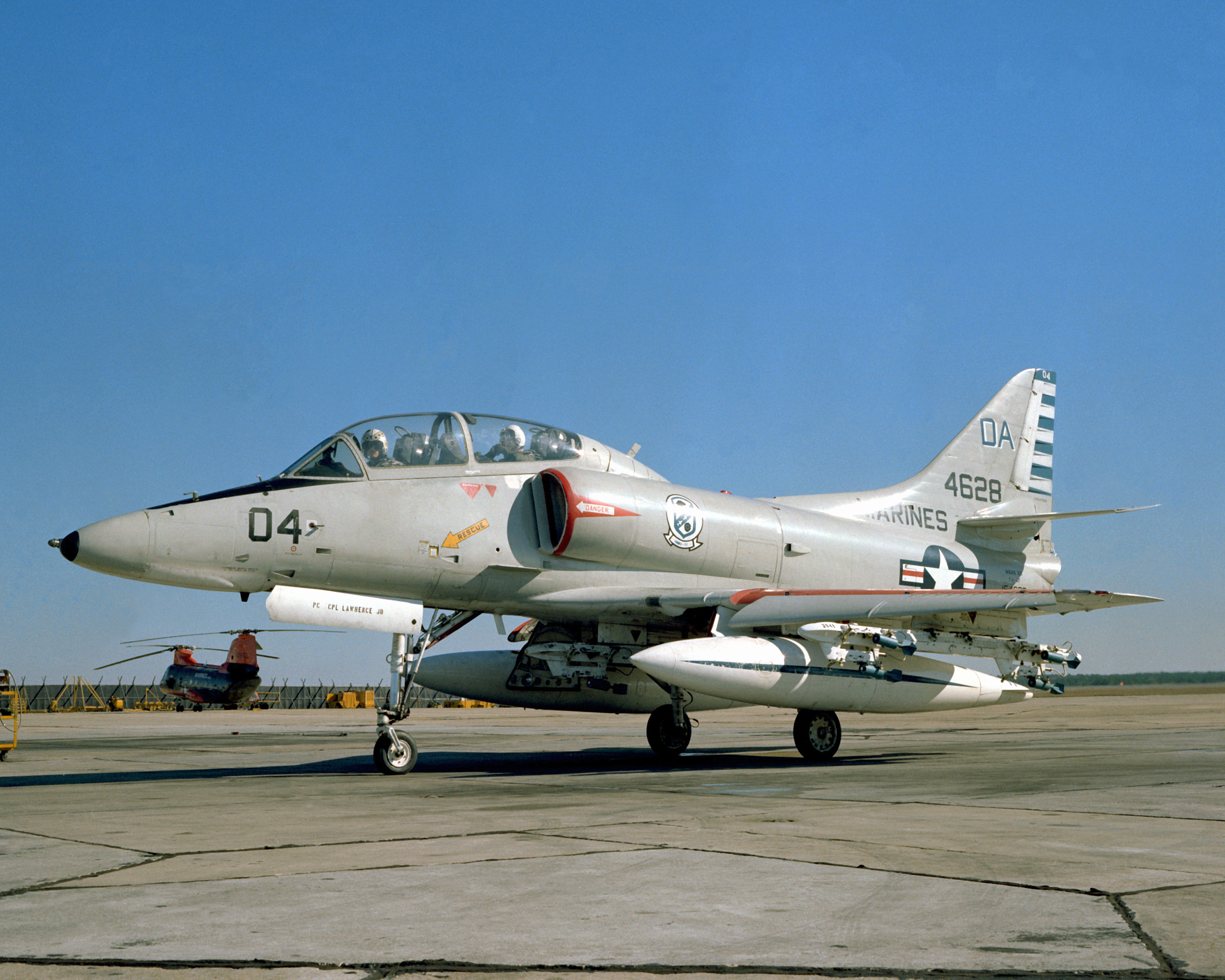
TA-4F Корпуса морской пехоты

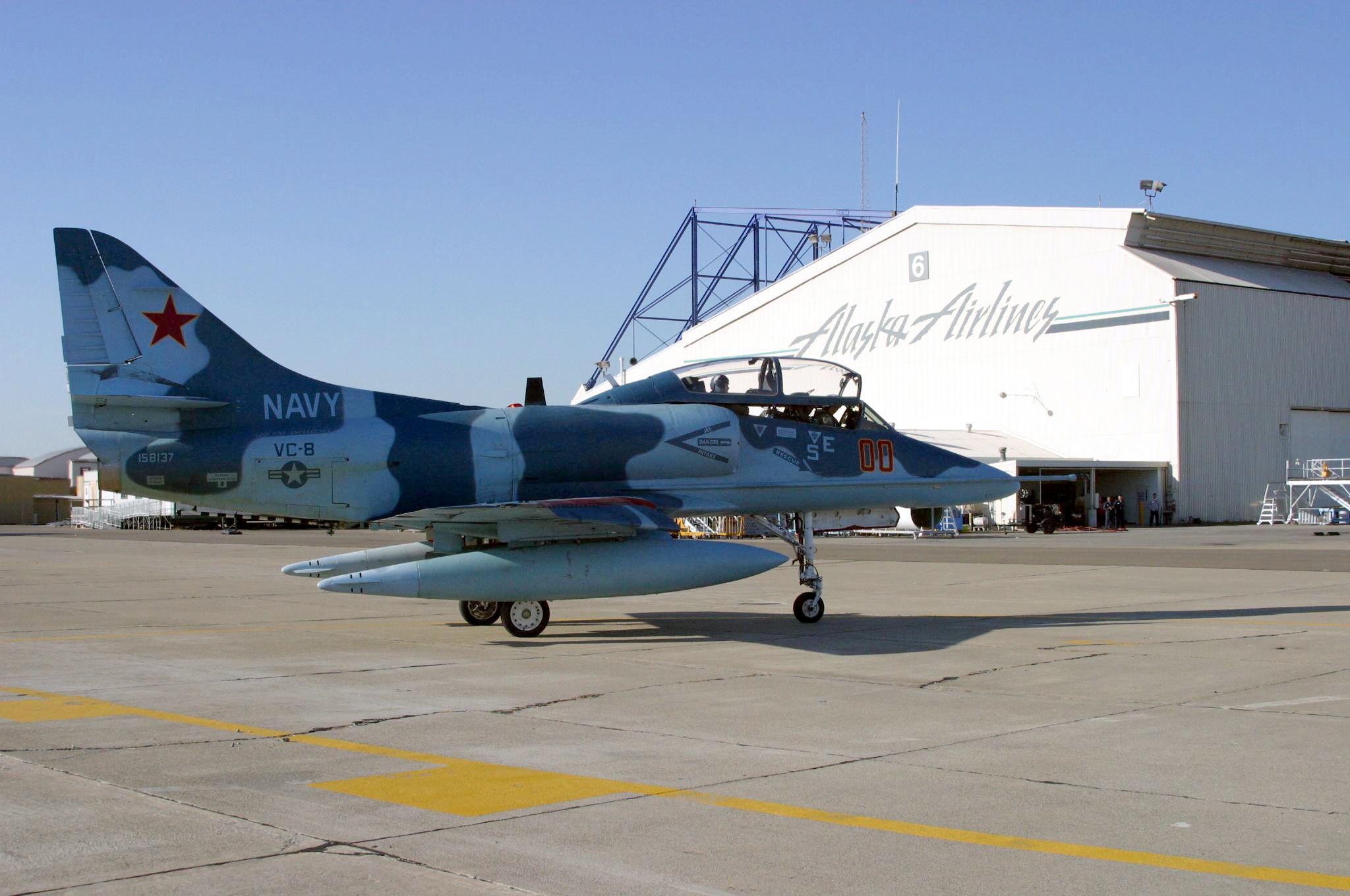
TA-4J в окраске «агрессора» незадолго до снятия с вооружения. 2003 год

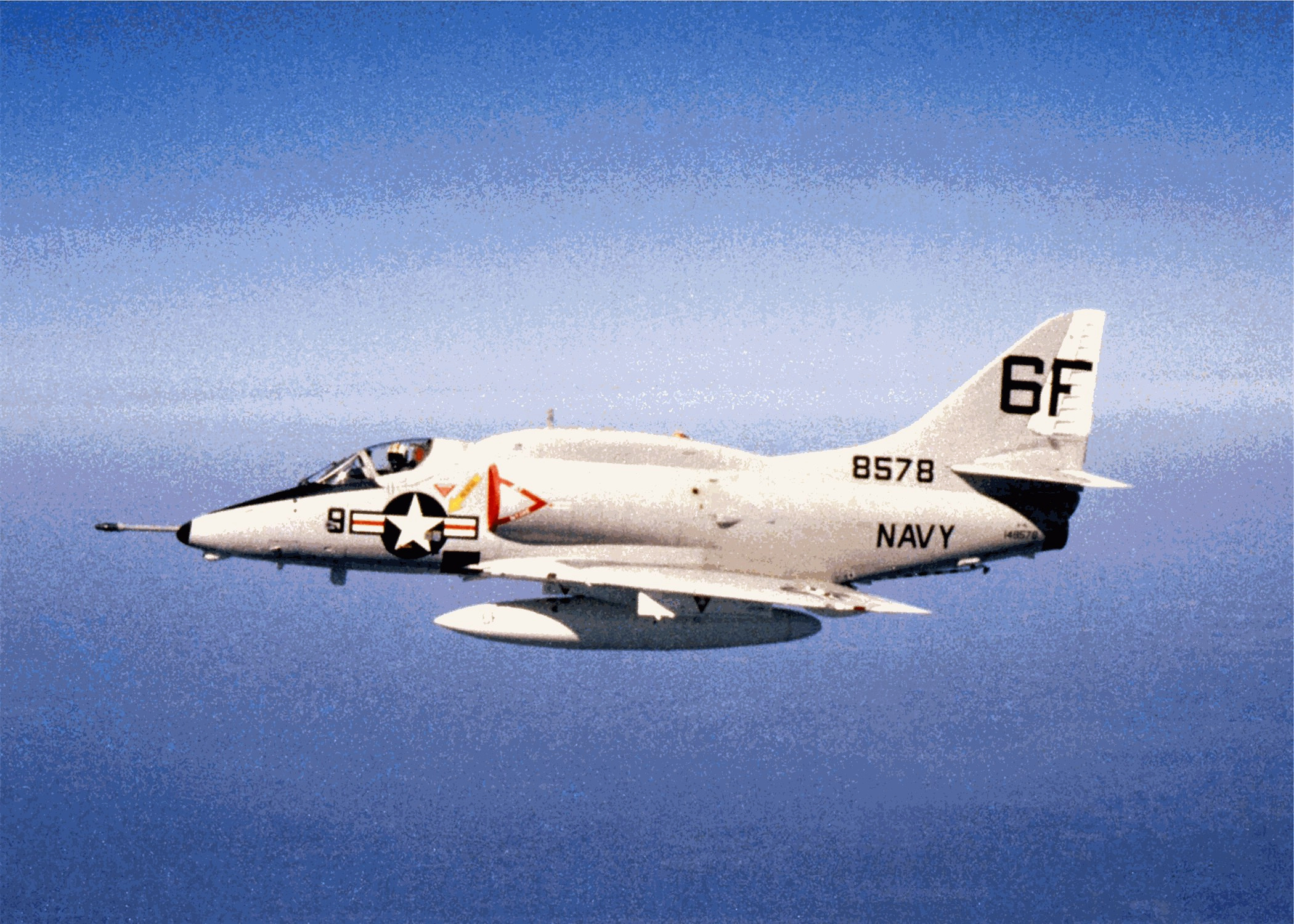
A-4L

- YA4D-1 — предсерийный самолёт. Построено 19 машин, позднее переименованных в A-4A.
- A-4A (A4D-1) — первая серийная модификация с двигателем Райт J65-W-4. Совершил первый полёт 14 августа 1954 года, серийно производился до 1957 года, построено 146 машин (ещё 19 машин были изначально построены как предсерийные YA4D-1).
- A-4B (A4D-2) — усилена задняя часть фюзеляжа, новый двигатель Райт J65-W-16 (3490 кгс), установлена неубираемая штанга для дозаправки в полёте, доработаны навигационная система и система управления самолётом. Серийно производился в 1955—1958 годах, построено 542 машины.
- A-4C (A4D-2N) — ночной всепогодный штурмовик с возможностью маловысотного бомбометания. Радар AN/APG-53A в удлинённой носовой части фюзеляжа, автопилот, система маловысотного бомбометания LABS, новое катапультное кресло, двигатель Райт J65-W-16A (3175 кгс), на поздних самолётах более мощный J65-W-20 (3810 кгс на взлёте). Совершил первый полёт 21 августа 1958 года, серийно производился до 1962 года, построено 638 машин.
- A-4D — обозначение не использовалось, чтобы избежать путаницы с существовавшим до 1962 года A4D.
- A4D-3 — предложенный в 1957 году всепогодный штурмовик с двигателем Пратт-Уитни J52-P-2 (3855 кгс). Серийно не производился.
- A4D-4 — предложенный в 1958 году дальний всепогодный ударный самолёт для доставки ядерного оружия. Серийно не производился.
- YA-4E (YA4D-5) — прототип A-4E. Построено 2 машины.
- A-4E (A4D-5) — вариант с глубокой модернизацией. Оснащён новым двигателем Пратт-Уитни J52-P-6A с тягой 37 кН. Усилен фюзеляж, изменён центр тяжести, число пилонов для подвески вооружения увеличено с трёх до пяти, удлинённая носовая часть фюзеляжа для доплеровского навигационного радара, установлены: система тактической навигации TACAN, бортовая ЭВМ для бомбометания с полупетли, прицельный комплекс AJB-3A для бомбометания с малых высот. Позднее многие машины этой модификации были оснащены двигателем J52-P-8 с тягой 41 кН. Совершил первый полёт 12 июля 1961 года, серийно производился до 1966 года, построено 499 машин.
- A4D-6 — предложенная в 1963 году модификация, серийно не строилась.
- TA-4E — прототип двухместной учебно-тренировочной модификации «Скайхока». Совершил первый полёт 30 июня 1965 года, построено 2 машины, позднее переименованные в TA-4F.
- A-4F — развитие A-4E. Дополнительное электронное оборудование в гаргроте (характерный «горб», использовавшийся на большинстве дальнейших модификаций), двигатель Пратт-Уитни J52-P-8A (4220 кгс), позднее заменённый на J52-P-408 (5080 кгс). Дополнительное бронирование кабины для защиты от пуль и осколков. Совершил первый полёт 31 августа 1966 года, серийно производился до 1968 года, построено 147 машин.
- TA-4F — двухместный учебно-тренировочный самолёт. Серийно производился в 1965—1967 годах, построено 238 машин (ещё 2 были изначально построены как TA-4E).
- TA-4J — двухместный учебно-боевой самолёт, модификация на основе TA-4F. Демонтировано большинство систем управления оружием и два из пяти пилонов подвески вооружения, двигатель J52-P-6 (3855 кгс). Совершил первый полёт 17 декабря 1968 года, построено 293 машины, бо́льшая часть TA-4F переоборудована в этот вариант.
- A-4L — обозначение прошедших модернизацию A-4C Резерва ВМС США. Установлен двигатель J65-W-20 (3810 кгс), некоторые незначительные доработки. Совершил первый полёт 21 августа 1969 года, модернизировано 100 машин.
- A-4M (неофициальное название «Скайхок» II) — штурмовик для Корпуса морской пехоты США. Увеличен фонарь кабины, установлен тормозной парашют, новая штанга дозаправки в полёте, система опознавания «свой—чужой», двигатель J52-P-408a с тягой 50 кН. В ходе производства установлена дополнительная аппаратура, в том числе новые индикаторы в кабине, система предупреждения о радиолокационном облучении, новая система бомбометания ARBS (Angle Rate Bombing System) Хьюз AN/ASB-19. Бронезащита лётчика с передних направлений и с нижней полусферы, лобовое бронестекло. Протектированый бак, две гидросистемы управления (основная и резервная). Совершил первый полёт 10 апреля 1970 года, серийно производился до 1979 года (последняя серийная модификация A-4), построено 158 машин (ещё 2 переоборудованы из A-4F).
- OA-4M — обозначение двухместных TA-4F, переоборудованных в самолёты передового авианаведения для Корпуса морской пехоты США. Переоборудовано 23 машины.

### Экспортные

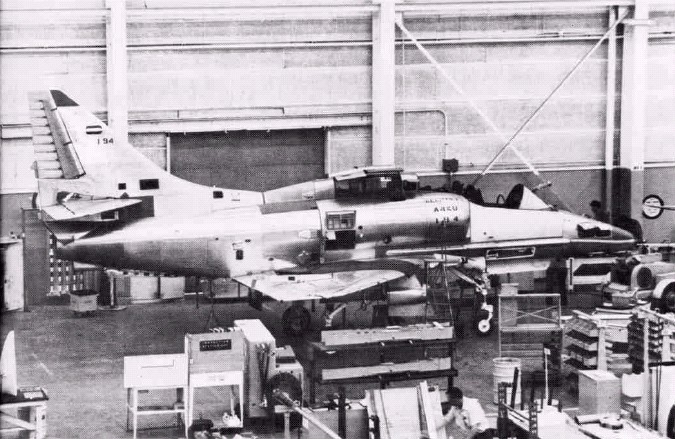
Стапельная сборка A-4KU.

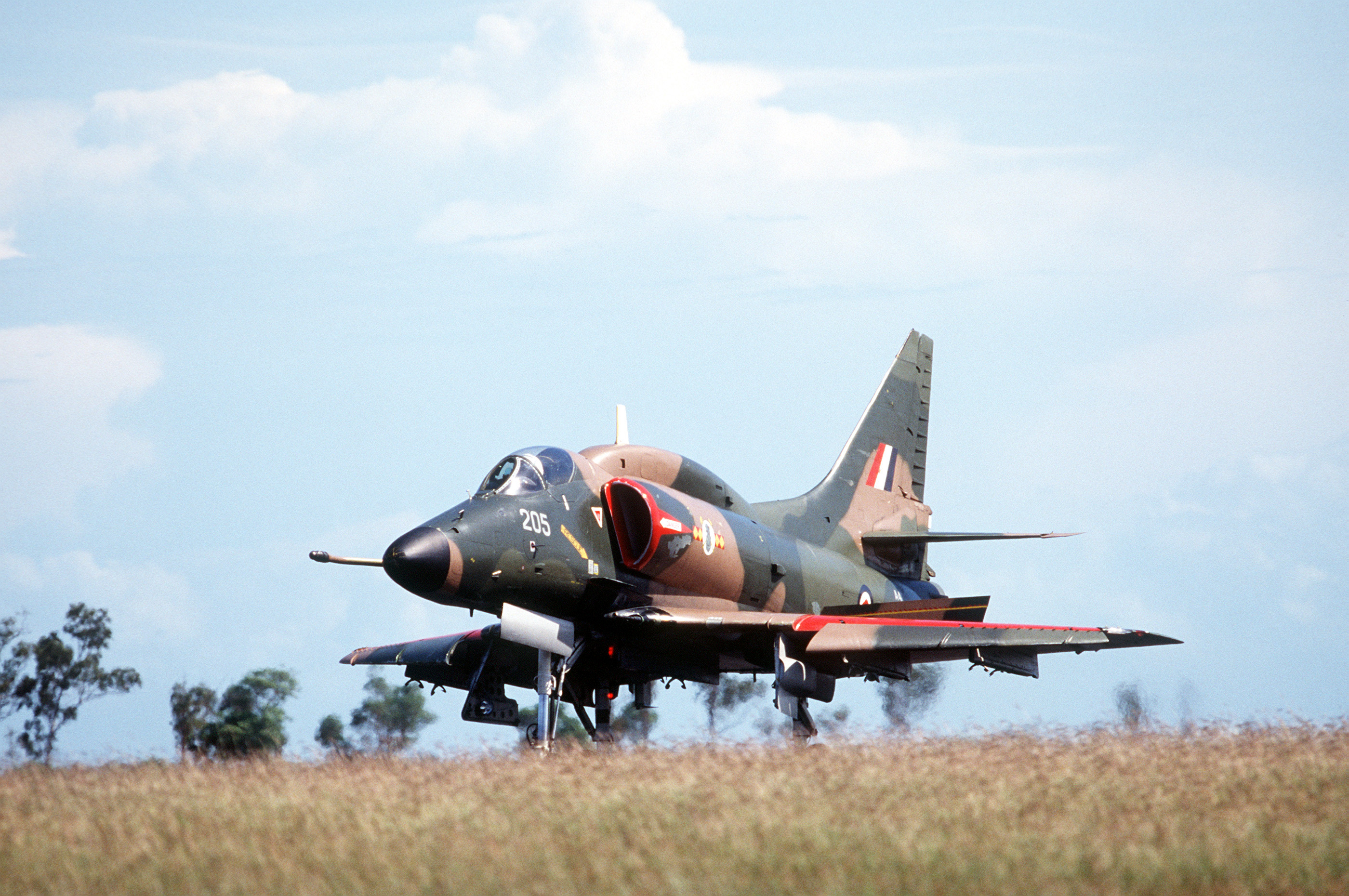
Новозеландский A-4K

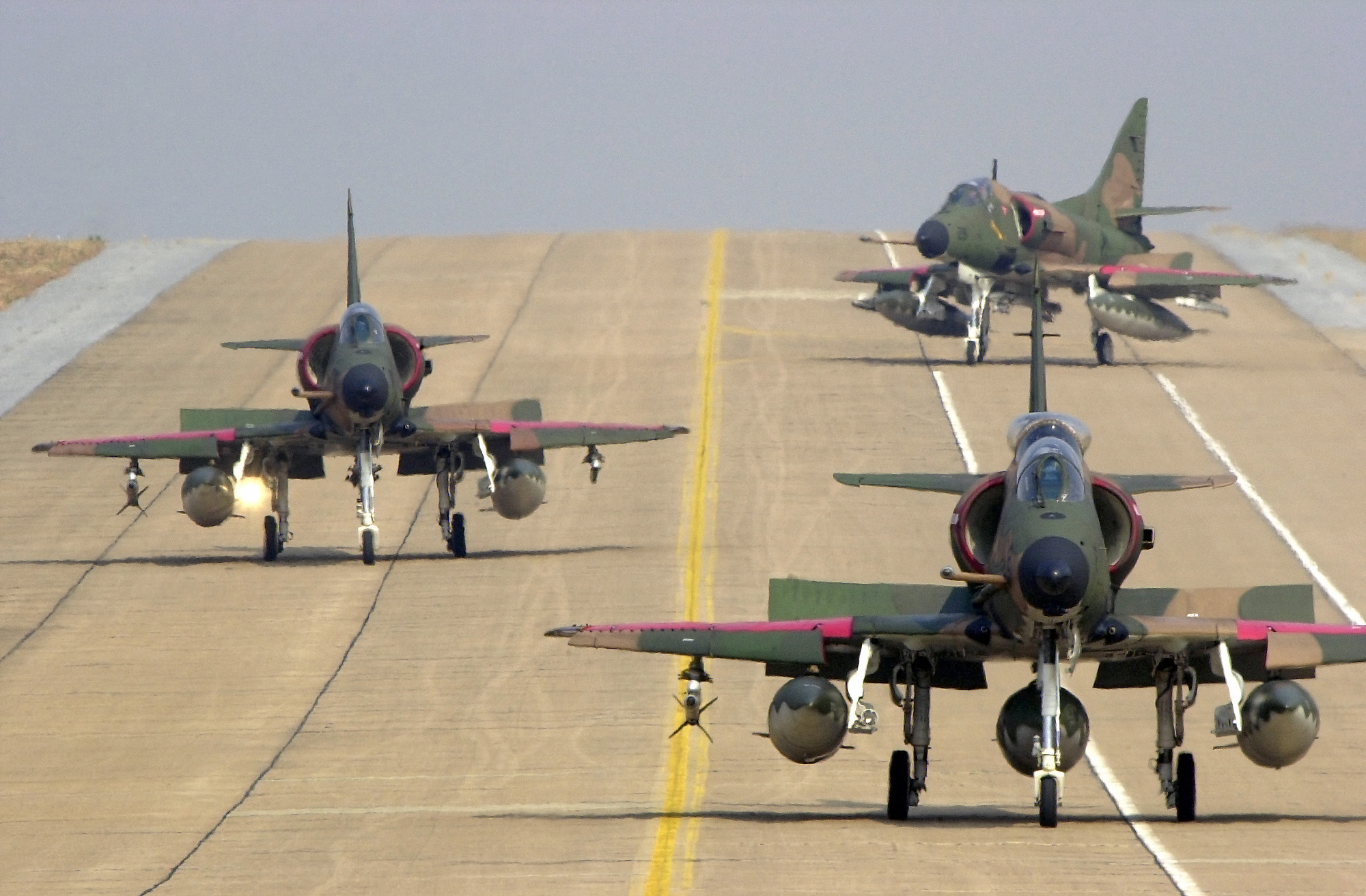
Сингапурские A-4SU

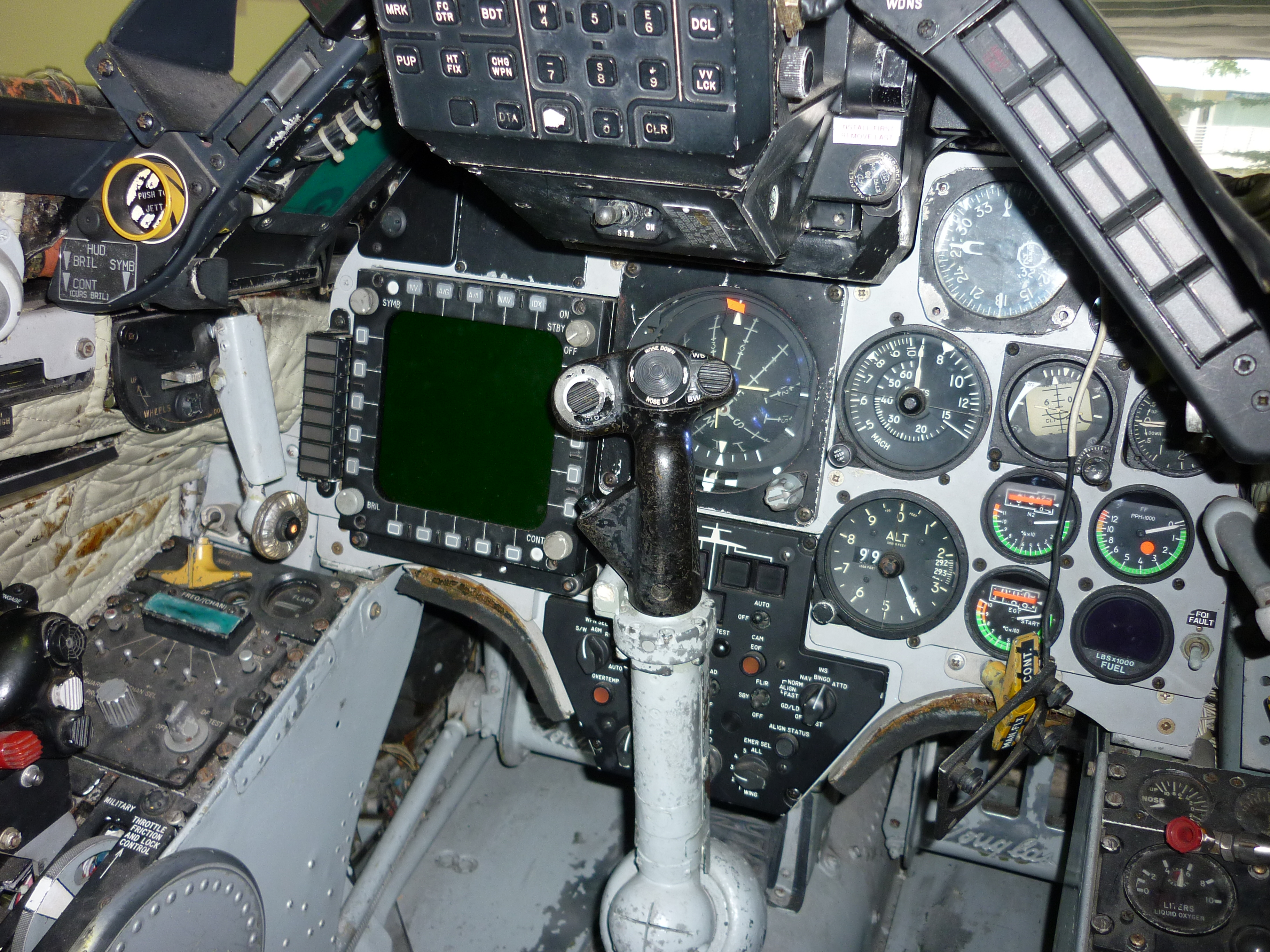
Приборная панель A-4SU Super Skyhawk.

- A-4AR (Fightinghawk) — A-4M с модернизированным бортовым оборудованием для ВВС Аргентины. Во второй половине 1990-х годов поставлено 36 машин.
- TA-4AR — OA-4M для ВВС Аргентины. Во второй половине 1990-х годов поставлено 4 машины.
- A-4G — экспортное обозначение A-4F для Королевского военно-морского флота Австралии. Предназначен для обеспечения ПВО флота, мог нести до 4 УР «воздух—воздух» AIM-9. Совершил первый полёт 19 июля 1967 года, построено 8 машин (ещё 8 позднее переоборудованы из A-4F).
- TA-4G — двухместный учебно-тренировочный самолёт для Королевского военно-морского флота Австралии. Совершил первый полёт 21 июля 1967 года, построено 2 машины (ещё 2 позднее переоборудованы из TA-4F).
- A-4H — A-4F для ВВС Израиля, предназначенный для эксплуатации с наземных аэродромов. 20-мм авиапушки Colt Mk 12 заменены на 30-мм DEFA, демонтирован гаргрот. Совершил первый полёт 27 октября 1967, построено 90 машин.
- TA-4H — двухместный учебно-тренировочный самолёт для ВВС Израиля, модификация на основе TA-4J. Построено 10 машин.
- A-4K — A-4F для Королевских ВВС Новой Зеландии, предназначенный для эксплуатации с наземных аэродромов. Совершил первый полёт 10 ноября 1969 года, построено 10 машин (ещё несколько позднее переоборудованы из австралийских A-4G).
- TA-4K — TA-4F для Королевских ВВС Новой Зеландии. Построено 4 машины.
- A-4KU — A-4M для ВВС Кувейта, предназначенный для эксплуатации с наземных аэродромов. Увеличен фонарь кабины, некоторые другие изменения, двигатель J52-P-408 (5080 кгс). Совершил первый полёт 20 июля 1976 года, построено 30 машин.
- TA-4KU — двухместный учебно-тренировочный самолёт для ВВС Кувейта. Совершил первый полёт 14 декабря 1976 года, построено 6 самолётов.
- A-4N — A-4M для ВВС Израиля. Новая навигационная система и система управления оружием, радар AN/APQ-145, 30-мм авиапушки DEFA. Совершил первый полёт 8 июня 1972 года, построено 117 самолётов.
- A-4P — обозначение самолётов A-4B, поставленных ВВС Аргентины (75 машин).
- A-4PTM (PTM — Peculiar to Malaysia) — A-4C и A-4L для Королевских ВВС Малайзии. Модернизированное бортовое оборудование (включая радар AN/ARN-118), новый фонарь кабины, тормозной парашют, двигатель J65-W-20. Первый полёт — 12 апреля 1984 года.
- TA-4PTM — двухместный учебно-тренировочный самолёт для Королевских ВВС Малайзии (переоборудованные A-4C и A-4L). Первый полёт — 28 августа 1984 года.
- A-4Q — обозначение самолётов A-4B, поставленных ВМС Аргентины (16 машин).
- A-4S — A-4B для ВВС Сингапура. Обновлено некоторое бортовое оборудование, 30-мм пушки Aden, пять узлов подвески вооружения, двигатель J65-W-20 (3810 кгс). Первый полёт — 14 июля 1973 года.
- TA-4S — двухместный учебно-тренировочный самолёт для ВВС Сингапура.
- A-4SU/TA-4SU (Super Skyhawk) — глубокая модернизация A-4S-1, предназначались исключительно для ВВС Сингапура (RSAF). Оснащались бесфорсажным двигателем General Electric F404 и современным электронным оборудованием.

## Эксплуатация

### США

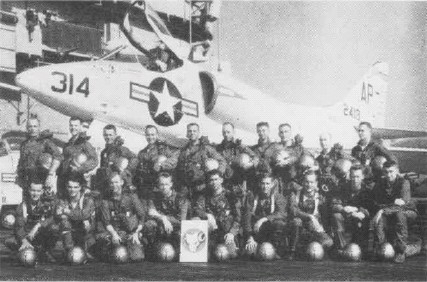
Пилоты 83-й штурмовой эскадрильи, авианосец «Эссекс», 1958 год. На заднем плане A4D-2

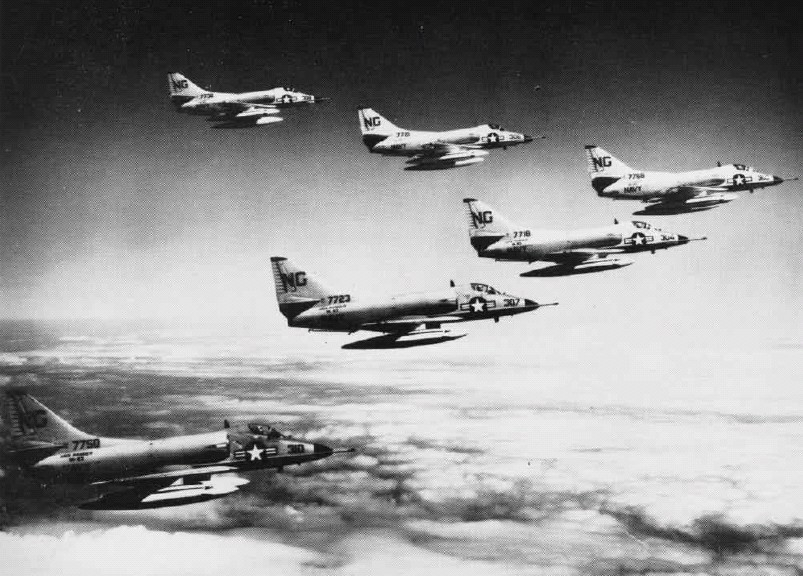
Группа A-4C из 93-й штурмовой эскадрильи ВМС США, начало 1960-х годов

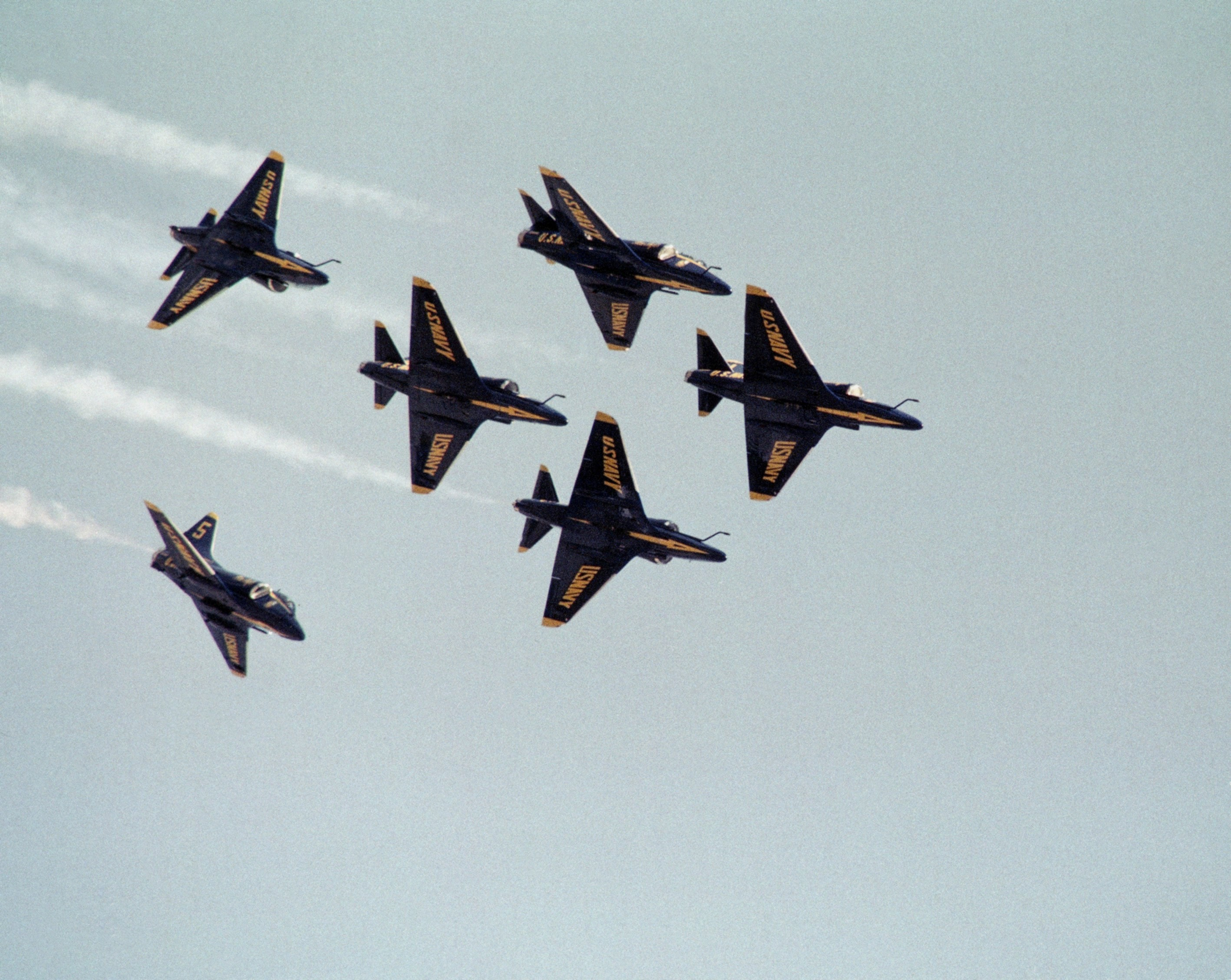
Пилотажная группа «Голубые ангелы», 1984 год

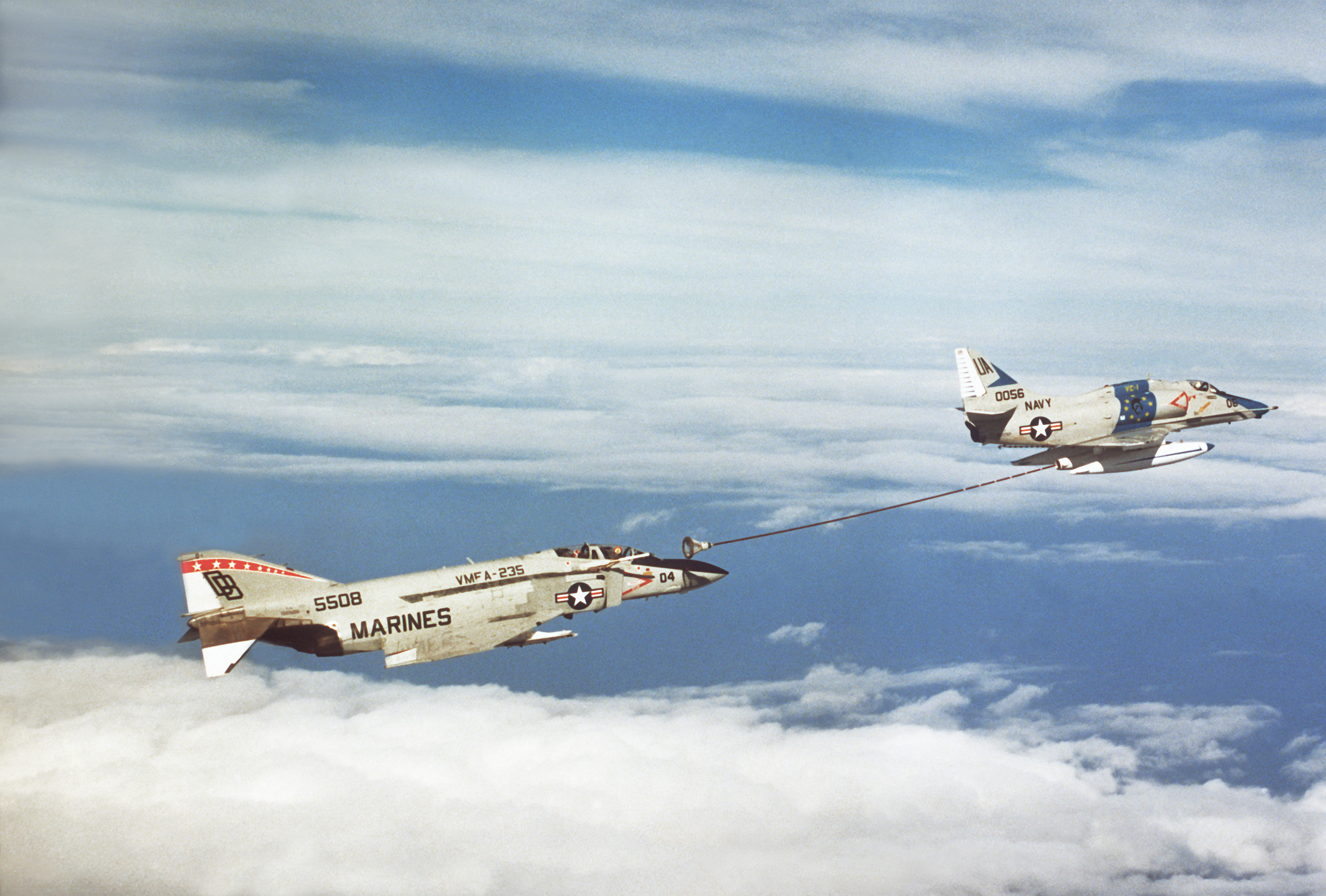
A-4E дозаправляет «Фантом» морской пехоты

Первый «Скайхок» поступил в строевую эскадрилью ВМС США (72-я штурмовая эскадрилья «Голубые ястребы», VA-72 Blue Hawks) 26 сентября 1956 года. С начала 1957 года новые самолёты начали поступать на вооружение Корпуса морской пехоты, первой их получила 224-я штурмовая эскадрилья «Бенгальские тигры» (VMA-224 Bengals).
В качестве палубного штурмовика A-4 пришёл на смену поршневому A-1 «Скайрейдер». Он был прост в управлении и обслуживании, имел хорошую манёвренность и мог нести широкий спектр вооружений (включая ядерное оружие). «Скайхок» пользовался уважением среди пилотов и получил несколько прозвищ, наиболее известным из которых было «Хот-Род Хайнеманна» (Heinemann’s Hot-Rod). Первые годы службы A-4 прошли достаточно спокойно. Вооружённые этими штурмовиками эскадрильи участвовали в походах авианосцев на Тихом океане, в Атлантике и Средиземном море, прикрывали высадку морской пехоты в Ливане (1958), совершали полёты над районом боевых действий во время высадки десанта кубинских эмигрантов в заливе Свиней (1961) и участвовали в Карибском кризисе (1962), однако в этих случаях до реального применения штурмовиков дело не дошло.
Кульминацией службы американских «Скайхоков» стала Вьетнамская война, в которой значительную роль сыграли самолёты и палубной авиации, и морской пехоты. В самый разгар боевых действий, в декабре 1967 года, ВМС США начали постепенно снятие A-4 с вооружения — его место теперь должен был занять A-7 «Корсар» II. Последние «Скайхоки» покинули палубы американских авианосцев в 1975 году, и через несколько лет они были выведены из состава и частей Резерва ВМС. Гораздо дольше оставались на вооружении Корпуса морской пехоты. Именно КМП предназначался последний серийный «Скайхок», выкаченный из цеха 27 февраля 1979 года. Спустя ровно одиннадцать лет, 27 февраля 1990 года, A-4 были сняты с вооружения эскадрилий морской пехоты первой линии, а в июне 1994 года от них отказался Резерв КМП, тем самым завершив службу боевых модификаций A-4 в США.
«Скайхок» использовался не только как штурмовик. Во время Вьетнамской войны он был выбран в качестве «самолёта-агрессора» в Школе истребительного вооружения ВМС США (благодаря популярной культуре более известной как «Топ Ган»), имитируя северовьетнамские истребители МиГ-17, имевшие похожие лётные характеристики. Поначалу противника имитировали A-4E, позднее заменённые двухместными самолётами. Учебно-тренировочные модификации сыграли большую роль в подготовке лётчиков палубной авиации. За счёт этого двухместные «Скайхоки» задержались на службе дольше своих одноместных собратьев и продолжали летать вплоть до 2003 года. Снятие их с вооружения ознаменовало конец почти 50-летней эксплуатации самолётов этого типа в вооружённых силах США.
В 1974—1986 годах самолёты A-4F использовала пилотажная группа ВМС США «Голубые ангелы».

### Австралия

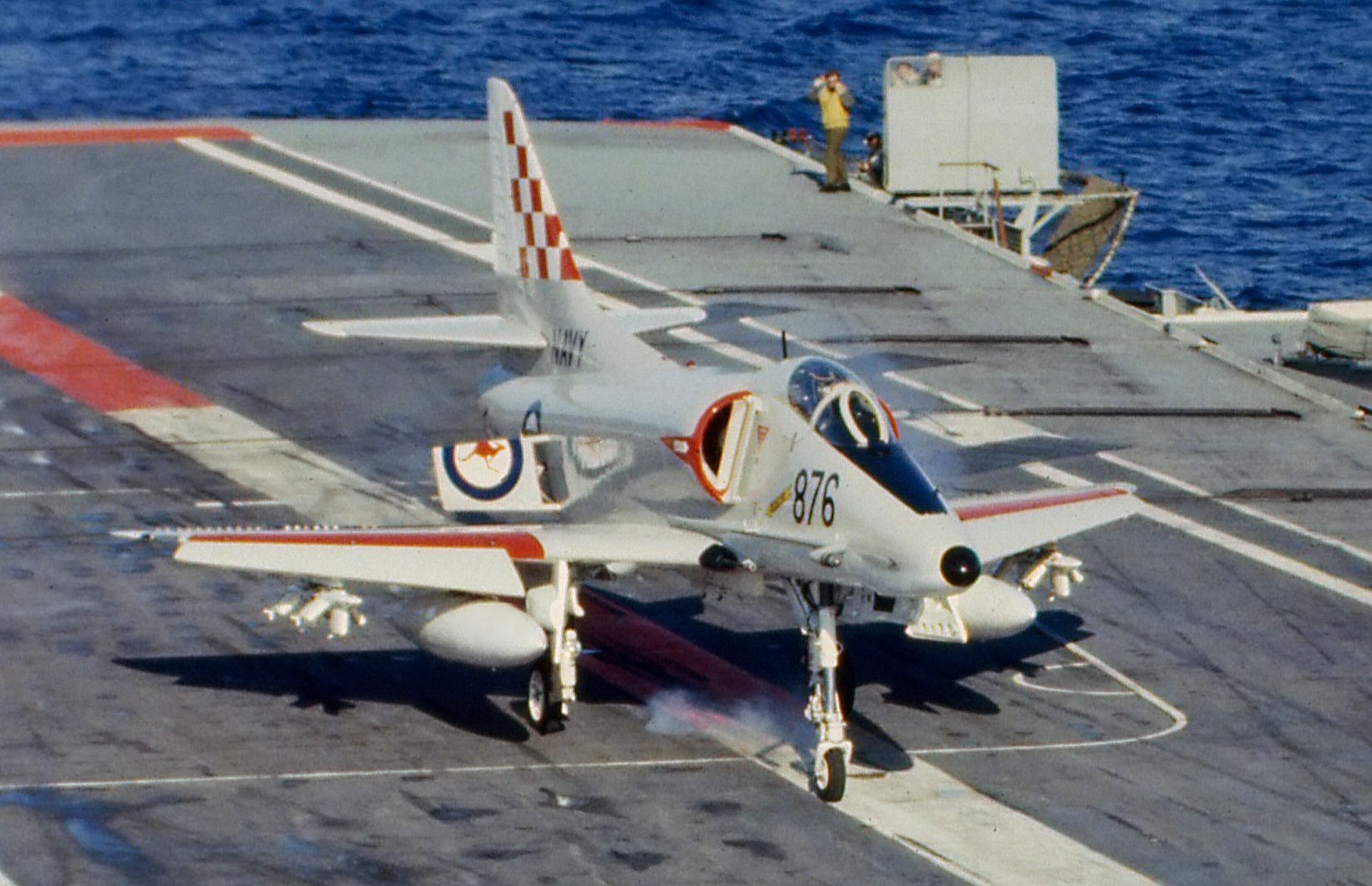
A-4G на палубе авианосца «Мельбурн»

26 октября 1965 года Военно-морские силы Австралии объявили о намерении закупить штурмовики «Скайхок» в связи с ростом угрозы со стороны Индонезии. В Австралию поставлялись модификации A-4G и TA-4G, всего было получено соответственно 16 и 4 самолёта. Они состояли на вооружении двух эскадрилий. Эскадрилья № 805 (позднее VF-805) была боевой и периодически базировалась на борту единственного австралийского авианосца «Мельбурн»; все двухместные самолёты поступили в учебную эскадрилью № 724 (позднее VC-724), они не могли эксплуатироваться с короткой палубы «Мельбурна» из-за изменённого центра тяжести.
Австралийские «Скайхоки» имели высокий уровень аварийности, за полтора десятилетия в лётных происшествиях была потеряна примерно половина от общего числа поставленных машин. В 1982 году «Мельбурн» был выведен из состава Королевских ВМС, а в 1984 году Австралия продала все свои уцелевшие A-4 в Новую Зеландию.

### Аргентина
В 1965 году военно-воздушные силы Аргентины заказали 50 самолётов A-4B для замены устаревших «Метеоров» и F-86. Поставки начались осенью 1966 года, однако были задержаны на несколько лет, так как Конгресс США опасался, что эти самолёты могут понадобиться ВМС и КМП в связи с большими потерями «Скайхоков» во Вьетнаме. В 1975 году было заказано ещё 25 самолётов. Всего ВВС Аргентины получили 75 машин, имевших обозначение A-4P.
Военно-морские силы Аргентины в 1971 году заказали 16 A-4B. Эти машины получили обозначение A-4Q и отличались от самолётов ВВС способностью нести ракеты класса «воздух-воздух» AIM-9. Они периодически базировались на авианосце «Вейнтисинко де Майо» (исп. Veinticinco de Mayo).
В Аргентине A-4 состояли на вооружении четырёх эскадрилий ВВС и одной эскадрильи ВМС. Примерно 25 % парка «Скайхоков» было потеряно в Фолклендской войне 1982 года. Восполнить потери Аргентина не могла из-за введённого США эмбарго на продажу оружия. Лишь в 1994 году эмбарго было снято, и сразу же последовал заказ партии самолётов на базе A-4M, эксплуатировавшихся американской морской пехотой. Поставки 36 A-4AR и 4 TA-4AR начались в 1997 году, что позволило командованию ВВС окончательно снять с вооружения «Скайхоки» старых модификаций.

### Бразилия

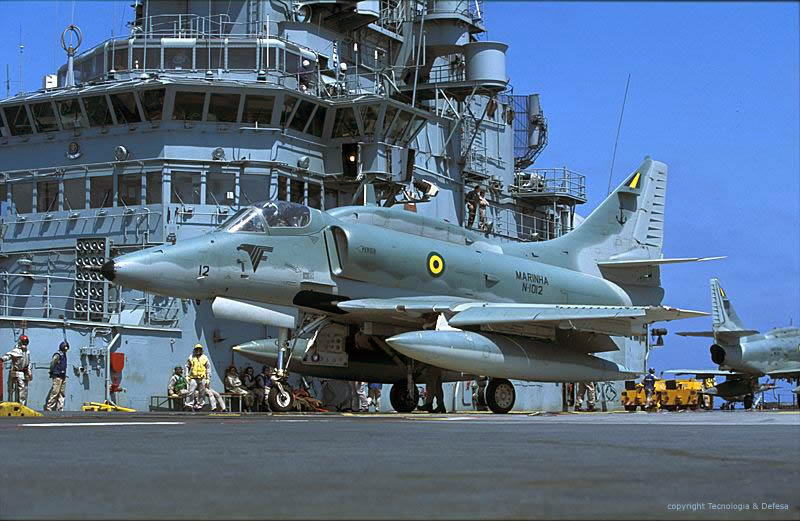
AF-1 на палубе авианосца «Сан-Паулу»

В 1997 году Бразилия заключила с Кувейтом контракт на поставку 20 кувейтских A-4KU и 3 TA-4KU. В Военно-морских силах Бразилии эти самолёты получили обозначения AF-1 и AF-1A. Подготовка пилотов проводилась в Аргентине и США. В настоящее время «Скайхоками» вооружена одна эскадрилья, базирующаяся на авианосце «Сан-Паулу».

### Израиль

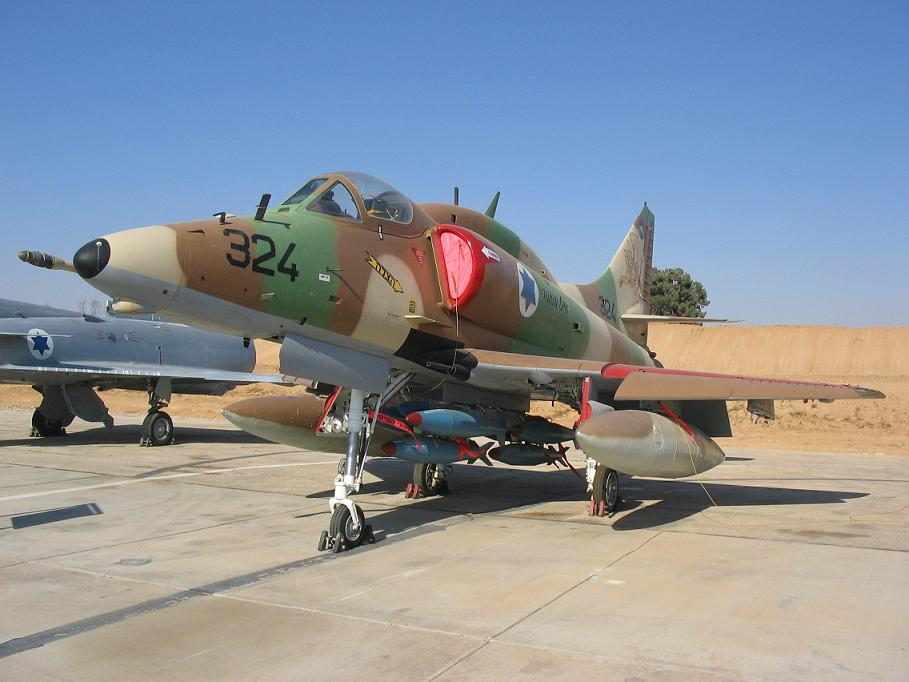
A-4N ВВС Израиля.

Контракт на поставку в Израиль первых 48 «Скайхоков» был подписан в августе 1966 года. Первые самолёты прибыли в декабре 1967 года. Военно-воздушные силы Израиля оказались крупнейшим эксплуатантом A-4 за пределами США: всего они получили 90 A-4H, 10 TA-4H и 117 A-4N. Кроме того, для восполнения больших потерь в войне 1973 года из состава ВМС и КМП США были переданы 46 A-4E, доставленные на борту авианосца «Индепенденс». С девяностых годов «Скайхок» использовался для подготовки лётного состава, а в 2015 году был окончательно снят с вооружения.

### Индонезия

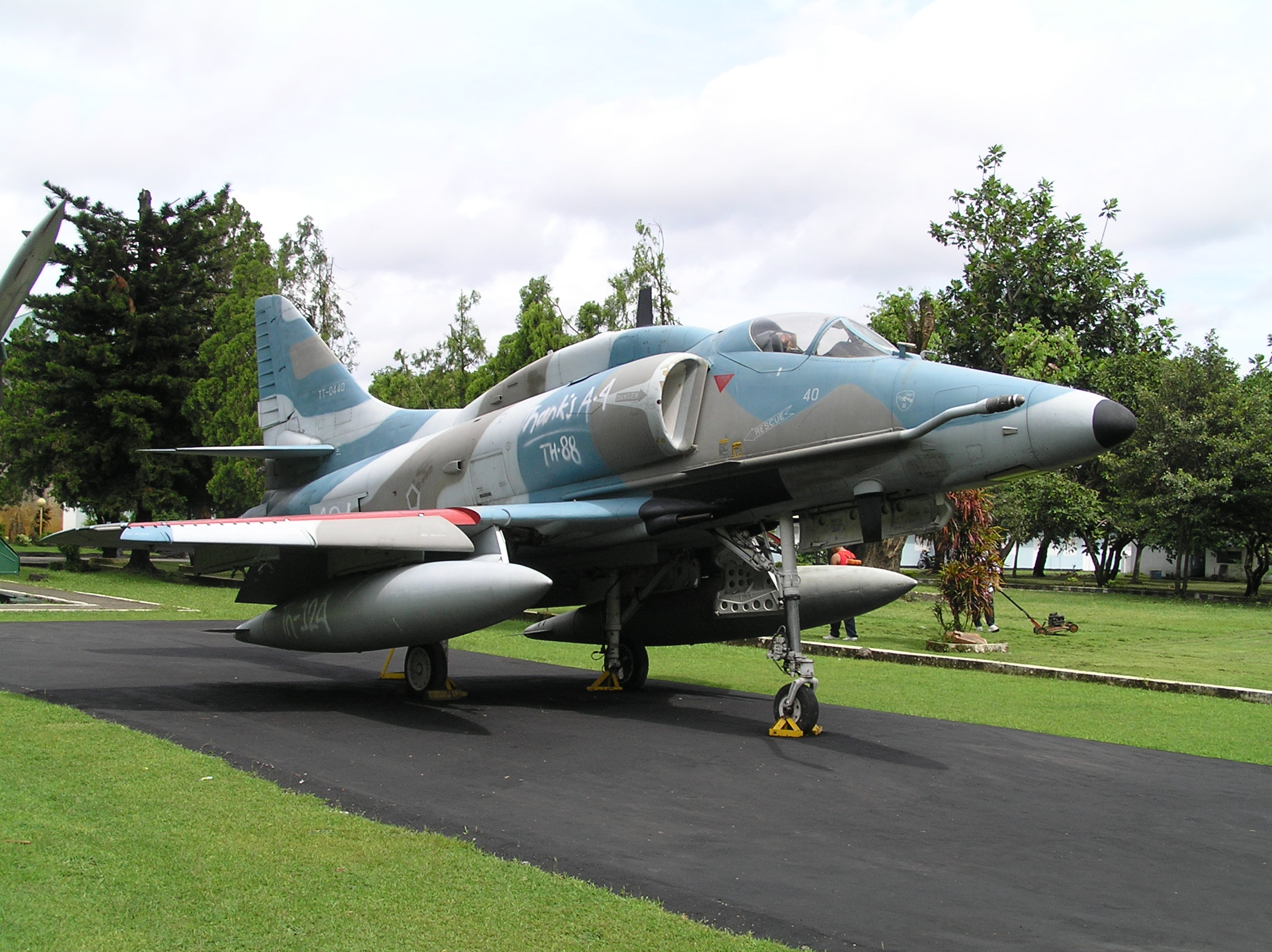
A-4H в Музее ВВС Индонезии

В 1979 году Индонезия заказала у Израиля 14 A-4E и 2 TA-4H; сделка была тайной. В 1982 году в США были закуплены ещё 16 A-4E. Индонезийские «Скайхоки» служили в эскадрильях № 11 и № 12. В 1996 году все самолёты были переведены в эскадрилью № 11 на авиабазе Хасануддин. Позднее из США получены 2 TA-4J.
Статус индонезийских самолётов на 2008 год не совсем ясен; очевидно, все A-4E сняты с вооружения, но двухместные машины продолжают эксплуатироваться.

### Кувейт

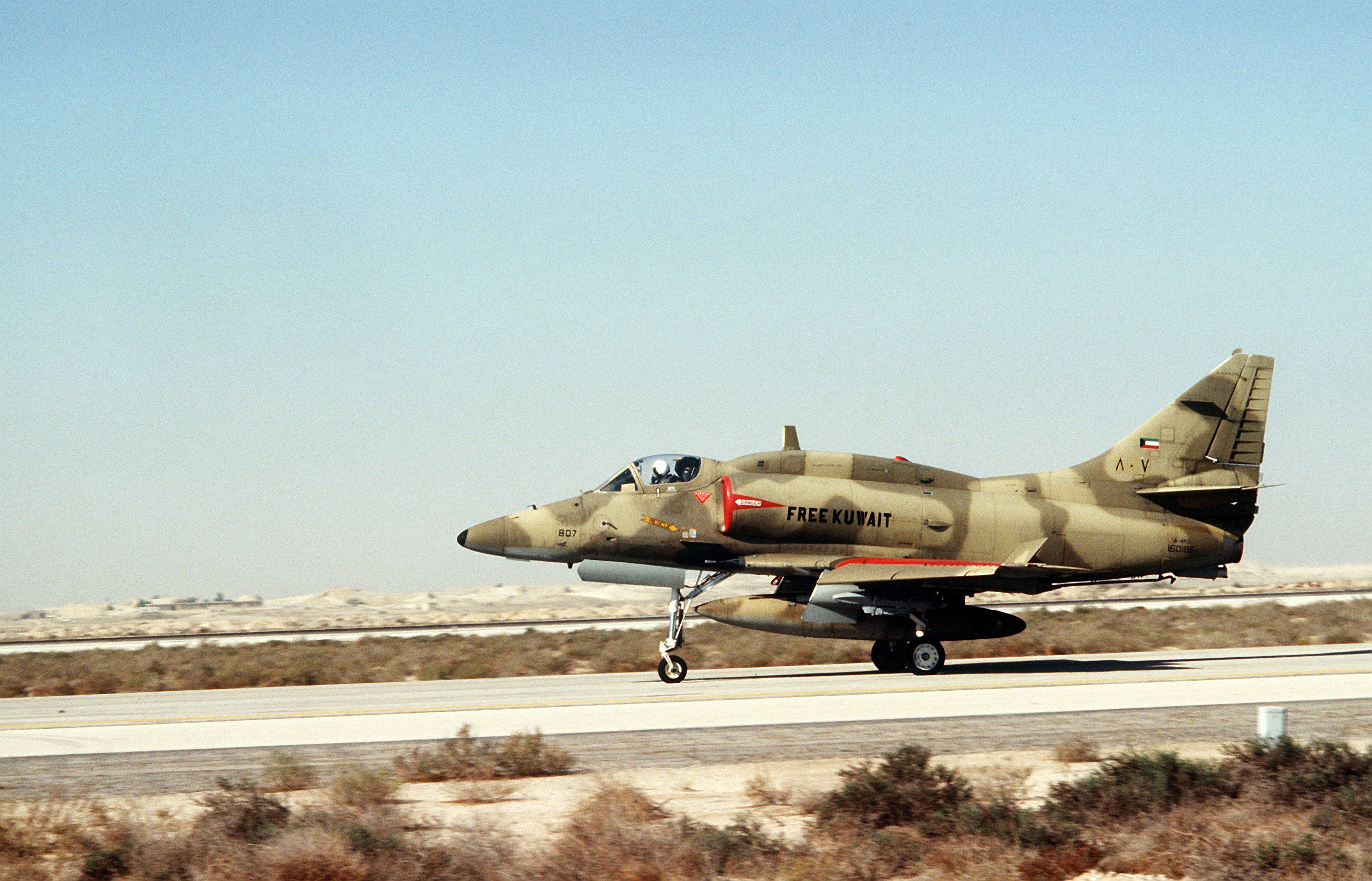
A-4KU Свободных ВВС Кувейта на саудовском аэродроме, зима 1991 года

В ноябре 1974 года правительство Кувейта объявило намерении приобрести 36 самолётов «Скайхок». Всего было поставлено 30 A-4KU и 6 TA-4KU, состоявших на вооружении эскадрилий № 9 и 25.
Часть кувейтских самолётов была потеряна во время иракского вторжения в августе 1990 года. После войны в Персидском заливе ВВС Кувейта получили истребители-бомбардировщики F/A-18, и «Скайхоки» были отправлены на хранение. Имели место неудачные попытки продать их в Боснию и на Филиппины, в 1997 году наконец был заключён контракт с Бразилией, получившей все 23 уцелевших кувейтских A-4.

### Малайзия
Королевские Военно-воздушные силы Малайзии в 1980 году заказали 88 самолётов «Скайхок». Позднее из-за инфляции заказ был уменьшен, и Малайзия получила 34 A-4PTM и 6 TA-4PTM. Они состояли на вооружении эскадрилий № 6 и 9, базировавшихся в Куантане. В связи с получением новых ударных самолётов «Хок» и F/A-18D к концу 1990-х годов малайзийские A-4 были выведены из эксплуатации.

### Новая Зеландия

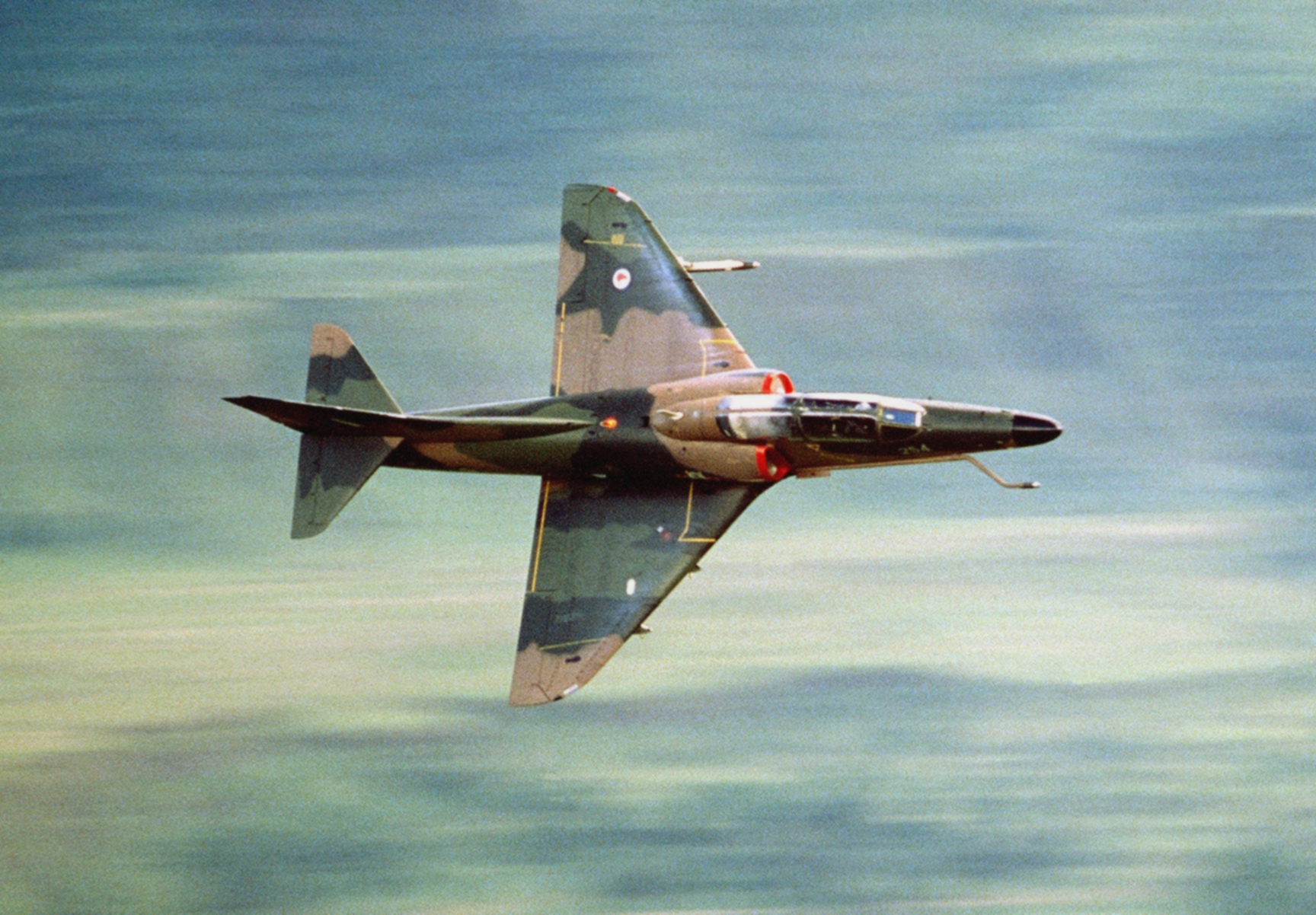
TA-4K выполняет противоракетный манёвр на учениях

3 июля 1968 года Новая Зеландия заказала 12 самолётов «Скайхок» для замены устаревающих бомбардировщиков «Канберра». 10 A-4K и 2 TA-4K были поставлены в 1970 году и поступили на вооружение эскадрильи № 75. Дополнительные самолёты получены в 1984 году из Австралии, продавшей 10 своих «Скайхоков», что позволило вооружить штурмовиками ещё одну новозеландскую эскадрилью (№ 2). С 1991 года эта эскадрилья базировалась в Австралии по соглашению между правительствами двух стран.
С 1986 года новозеландские A-4 прошли программу модернизации «KAHU», получив новую авионику. Несмотря на это, в конце 1990-х годов встал вопрос о необходимости их замены. Для этого Новая Зеландия собиралась закупить истребители-бомбардировщики F-16, но сделка не состоялась. С начала 2000-х годов самолёты «Скайхок» были выведены из эксплуатации, а в 2005 году принято решение об их продаже за рубеж.
Примечательно, что в 2001 году в Новой Зеландии из запчастей был собран новый TA-4K специально для музейного экспонирования; таким образом, этот самолёт можно считать последним построенным «Скайхоком».

### Сингапур

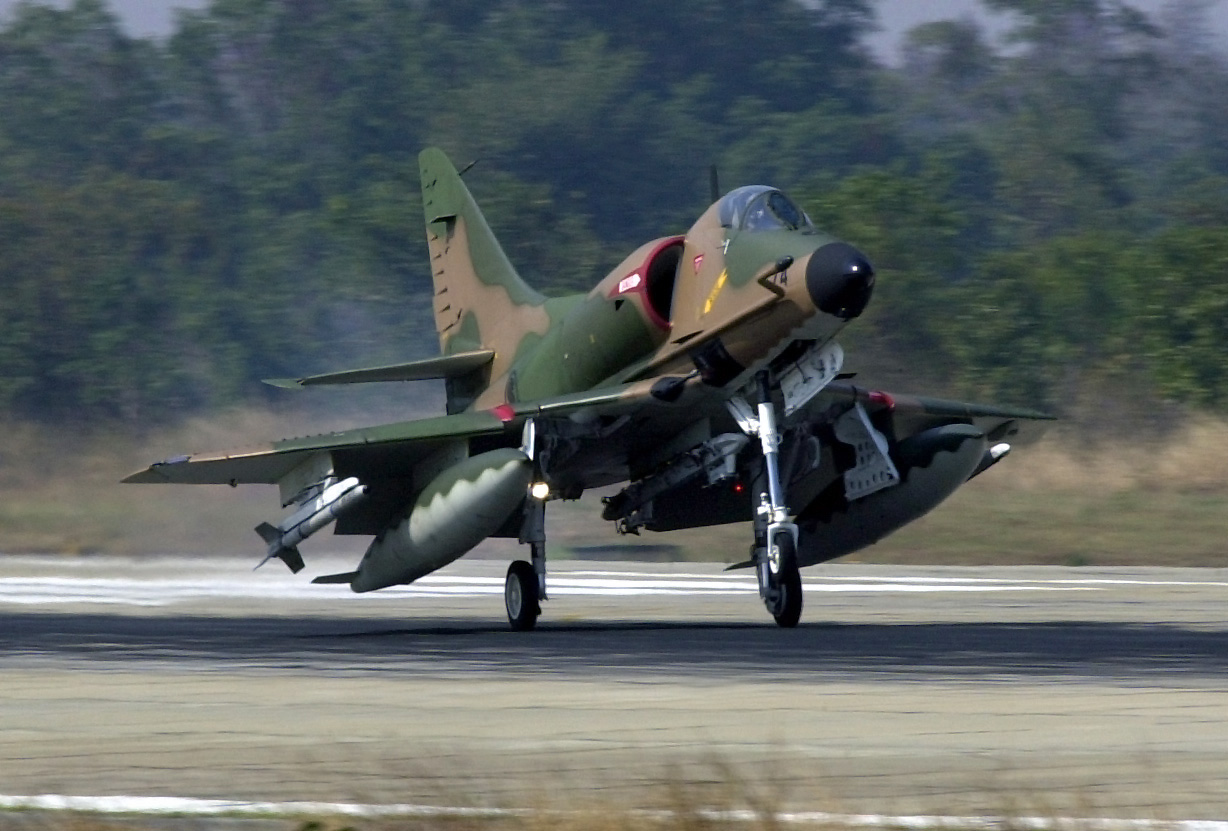
A-4SU взлетает с авиабазы Корат, Таиланд

С 1972 года Сингапур закупил не менее 126 самолётов A-4B и A-4C, переделанных под стандарт A-4S. Двухместные модификации не закупались; вместо этого было проведено необычное переоборудование одноместных самолётов, заключавшееся в установке второй кабины пилота с отдельным фонарём (TA-4S). В середине 1980-х годов был проведён первый этап модернизации сингапурских A-4, получивших двигатели Дженерал Электрик F404-GE-100D (A-4S-1). На втором этапе модернизации была установлена новая авионика; эти самолёты (A-4SU и TA-4SU) получили обозначение «Супер Скайхок».
К 2008 году процесс снятия A-4 с вооружения ВВС Сингапура подходил к концу.

## Боевое применение

### Юго-Восточная Азия

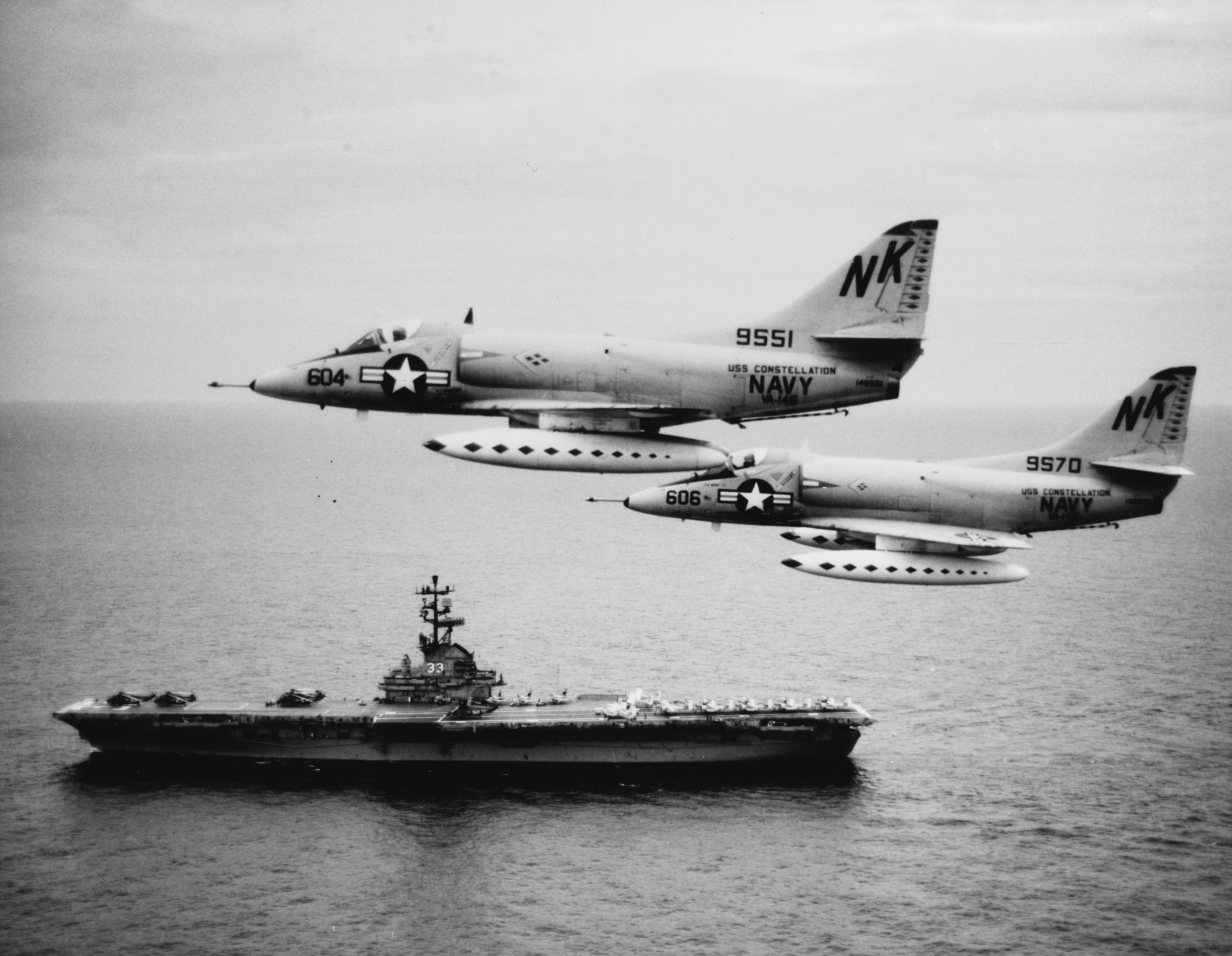
Пара A-4C выполняет тренировочный полёт над Тонкинским заливом. 12 августа 1964 года

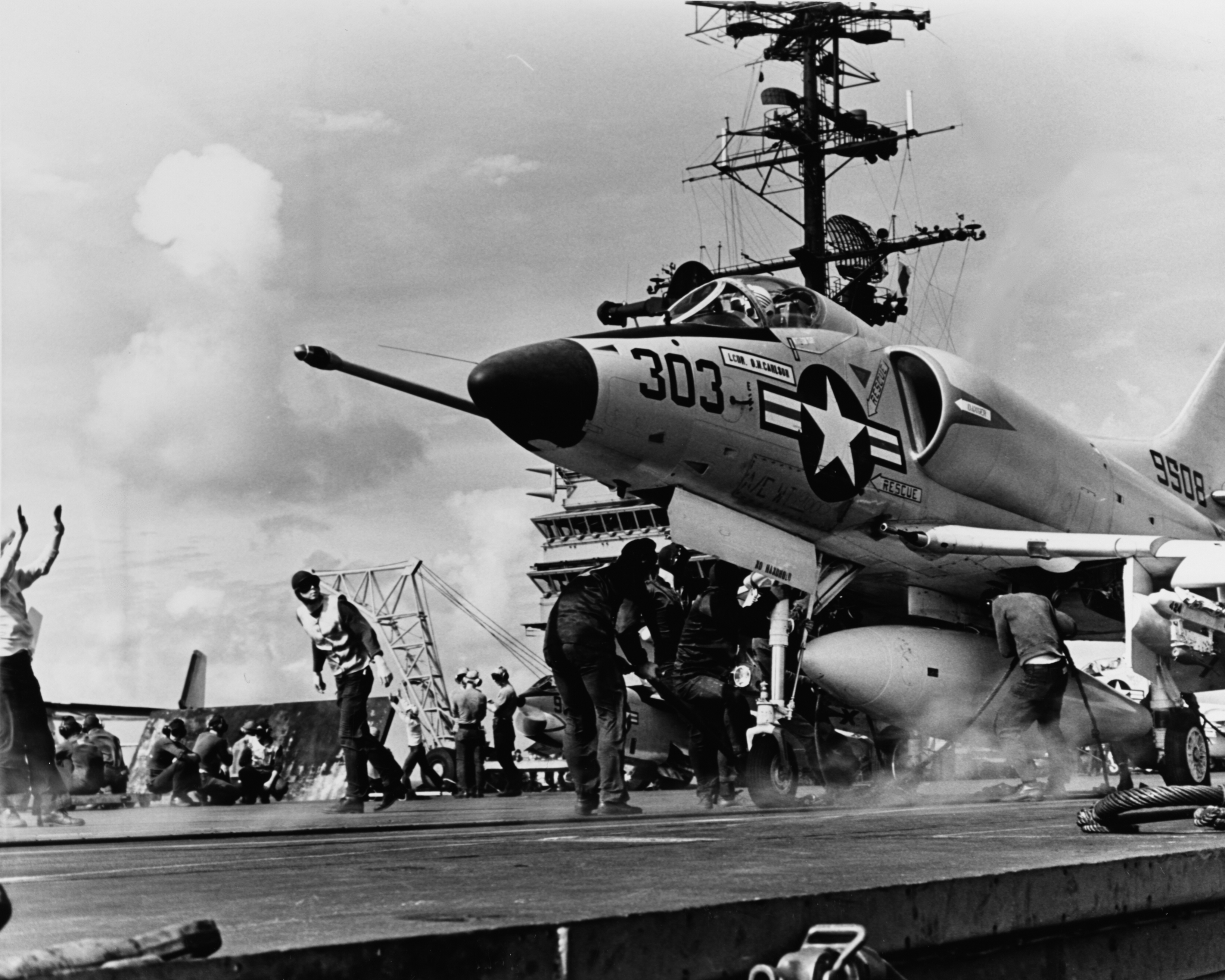
A-4C готов к боевому вылету. Авианосец «Хэнкок», 24 марта 1965 года

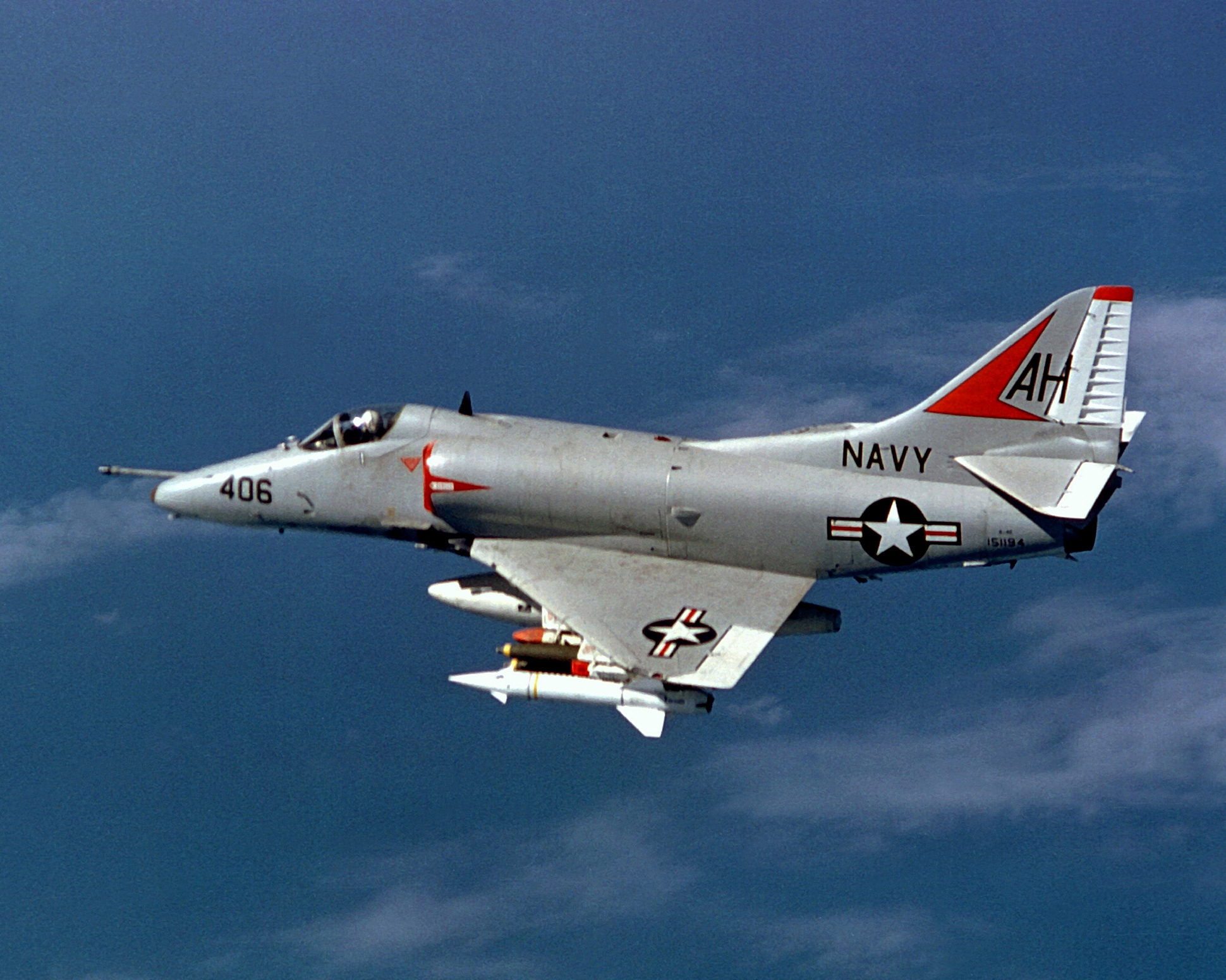
A-4E во время боевого вылета над Северным Вьетнамом. 21 ноября 1967 года

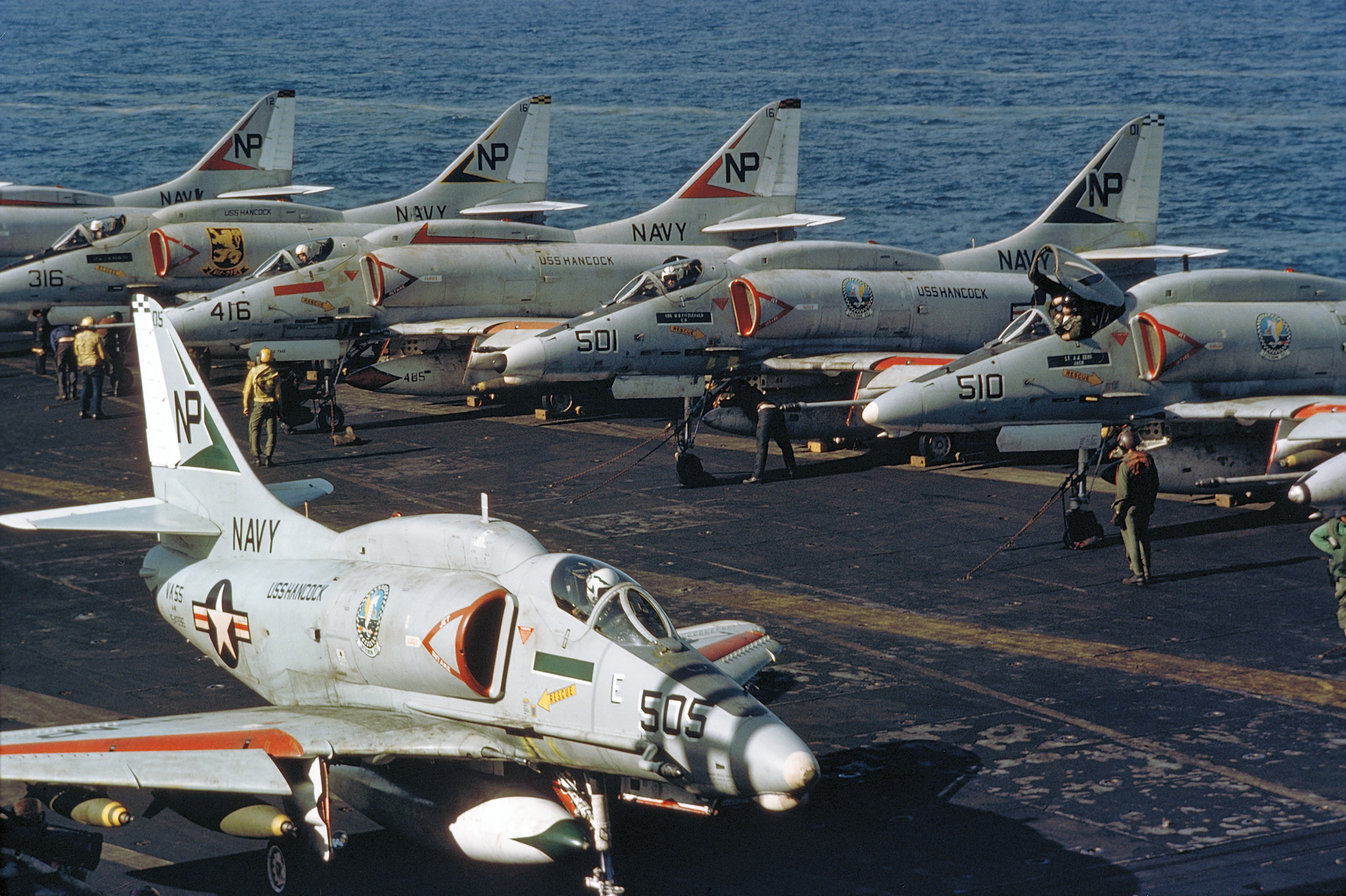
A-4F на палубе авианосца «Хэнкок». Тонкинский залив, 25 мая 1972 года

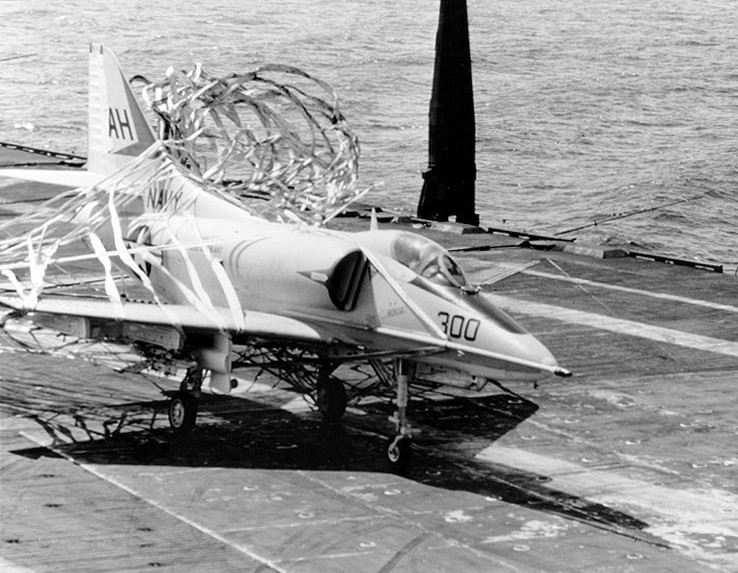
A-4E после возвращения из боевого вылета, 20 октября 1967 года. Самолёт остановлен нейлоновым барьером из-за боевого повреждения шасси. Шесть дней спустя на этом самолёте (номер 149959) был сбит Джон Маккейн

«Скайхоки» воевали в Юго-Восточной Азии в буквальном смысле с первого до последнего дня прямого вмешательства США во Вьетнамскую войну. 5 августа 1964 года A-4 были в числе самолётов, совершивших первый налёт на Северный Вьетнам. Операция «Пронзающая стрела» (Pierce Arrow) проводилась в ответ на предполагаемые действия северовьетнамских катеров против эсминцев ВМС США во время второго Тонкинского инцидента. В ходе налёта была уничтожена часть имевшихся у ДРВ торпедных катеров, а также нефтехранилище в Вине. Потери составили два самолёта, в том числе один «Скайхок» из 144-й штурмовой эскадрильи; его пилот Эверетт Альварес катапультировался и стал первым американским военнопленным в Северном Вьетнаме.
В первой половине войны «Скайхок» (модификаций A-4B, A-4C и A-4E) был самым массовым штурмовиком ВМС США. Поршневые «Скайрейдеры» снимались с вооружения, а более совершенные и дорогие «Интрудеры» были достаточно немногочисленны. Палубные A-4 использовались в основном против Северного Вьетнама. Ставившиеся перед ними задачи включали нанесение ударов по линиям коммуникаций и стратегическим объектам, вооружённую разведку («свободная охота»), подавление северовьетнамской системы ПВО, в том числе охоту за зенитно-ракетными комплексами. Операции по поиску и уничтожению ЗРК проходили под кодовым названием «Железная рука» (Iron Hand; в ВВС США этим занимались специальные подразделения «Дикие ласки») и считалась одной из наиболее опасных миссий. Со «Скайхоков» впервые были применены противорадиолокационная ракета AGM-45 «Шрайк» и управляемая бомба AGM-62 «Уоллай».
После прекращения бомбардировок Северного Вьетнама осенью 1968 года палубная авиация была переориентирована на действия в Южном Вьетнаме и Лаосе. «Скайхоки» уже заменялись новыми штурмовиками A-7 «Корсар» II. Когда весной 1972 года началась новая воздушная кампания против ДРВ, в боевых действиях приняли участие лишь несколько эскадрилий, вооружённых A-4F.
Морская пехота США применяла свои «Скайхоки» с наземных баз в Южном Вьетнаме (Дананг и Чулай). Её самолёты ограниченно привлекались к бомбардировкам ДРВ и в основном занимались оказанием непосредственной воздушной поддержки подразделениям КМП в северных провинциях Южного Вьетнама. Свои последние боевые вылеты «Скайхоки» морской пехоты совершили 28 января 1973 года, на следующий день после подписания Парижского мирного соглашения и непосредственно перед вступлением в силу прекращения огня.
Применение A-4 во Вьетнаме было чрезвычайно интенсивным. Например, одна только 311-я штурмовая эскадрилья морской пехоты, воевавшая весь период войны с одногодичным перерывом и всё это время вооружённая «Скайхоками», совершила 54 тыс. боевых вылетов. Соответствующими были и потери: за всё время войны в Юго-Восточной Азии ВМС и КМП США потеряли 362 штурмовика A-4 (это цифра общих потерь — и боевых, и небоевых), погибло 130 пилотов. «Скайхоки» понесли наибольшие боевые потери среди всех типов самолётов, применявшихся во Вьетнаме ВМС и КМП США. На счёт A-4 была записана одна воздушная победа — 1 мая 1967 года лейтенант-коммэндер Теодор Шварц сбил неуправляемыми ракетами северовьетнамский истребитель МиГ-17. Северовьетнамскими истребителями сбито от одного до четырёх A-4.
Двое пилотов A-4 удостоились высшей военной награды США — Медали Почёта. Лейтенант-коммэндер Майкл Эстоцин был посмертно награждён за свои действия в двух вылетах на подавление позиций ЗРК в районе Хайфона (апрель 1967), коммэндер Джеймс Стокдэйл получил награду за героизм в плену. Ещё одним известным пилотом A-4 во Вьетнаме был лейтенант-коммэндер Джон Маккейн, будущий сенатор и кандидат на президентских выборах 2008 года. Он едва не погиб во время пожара на авианосце «Форрестол» 29 июля 1967 года, унёсшего жизни более 130 человек, а 26 октября его «Скайхок» был сбит над Ханоем зенитной ракетой. Маккейн катапультировался и попал в плен.

### Ближний Восток

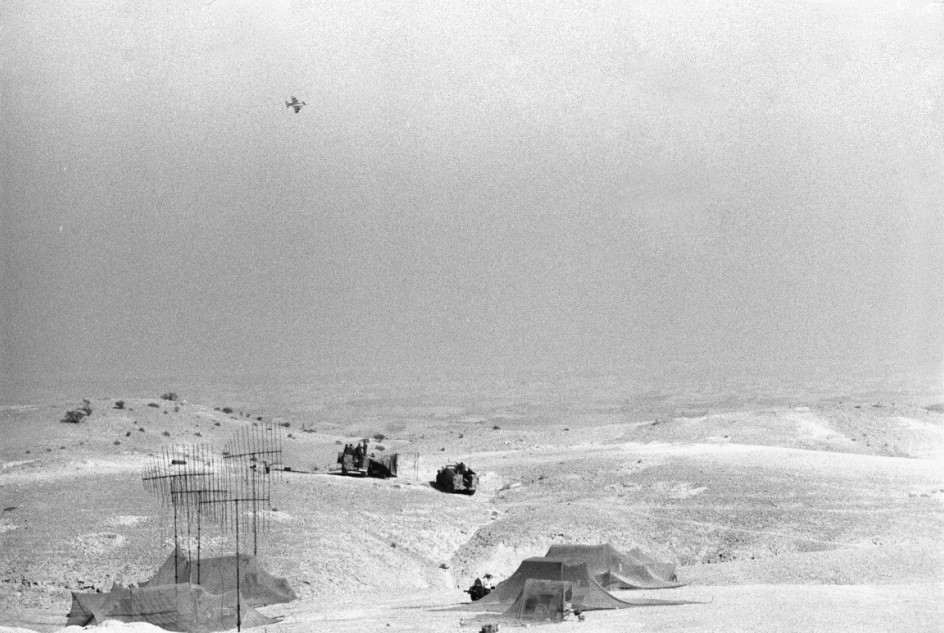
Израильский A-4 Skyhawk в ходе войны 1973 года

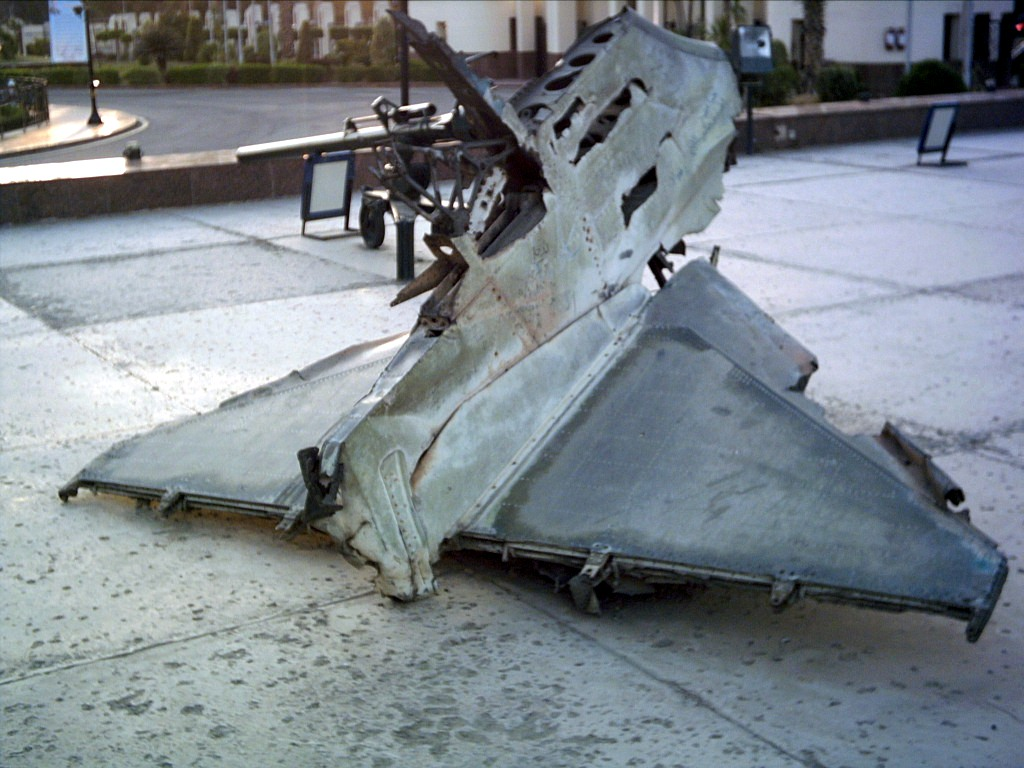
Обломки израильского A-4 Skyhawk сбитого в ходе войны 1973 года

Штурмовики A-4 начали поступать в ВВС Израиля в конце 1967 года.
В боевых действиях они впервые были использованы весной 1968 года на иорданском фронте, и в дальнейшем применялись на всех фронтах «войны на истощение». 15 мая 1970 года на счёт пилота «Скайхока» Эзры Дотана были записаны два сирийских МиГ-17, сбитых в воздушном бою над Ливаном. На синайском фронте египетские МиГ-21 сбили два израильских «Скайхока».
Потери самолётов A-4 «Скайхок» ВВС Израиля в ходе Войны на истощение:
- 20 июля 1969 года A-4H 109-й аэ был поражён египтянами в районе Порт-Фуада. Пилот майор Ариех Даган подятнул до Эль-Ариша, при совершении посадки катапультировался[25];
- 19 августа 1969 года A-4H 102-й аэ западнее города Суэц сбит египетским зенитчиком с помощью ПЗРК «Стрела-2», пилот майор Нассим Ашкенази попал в плен. первый сбитый из ПЗРК самолёт в истории[25];
- 19 августа 1969 года A-4H 115-й аэ над Порт-Ибрагимом подбит египтянами, пилот лейтенант Моше Мельник на тяжело повреждённом самолёте совершил посадку на аэродром Рефидим, ремонт продлился почти целый год[25];
- 9 сентября 1969 года A-4H 109-аэ сбит египтянами в районе Рас-Заафарана[25], пилот майор Хаггаи Ронен погиб[26];
- 16 января 1970 года A-4H 102-й аэ сбит египтянами во время атаки на РЛС в районе Рас-Заафарана, пилот капитан Дов Пелег погиб[27];
- 25 июля 1970 года A-4H 102-й аэ уничтожен истребителем МиГ-21МФ (советский пилот капитан Сальник), пилот майор Элияху Мор совершил вынужденную посадку на аэродром Рефидим, ремонту самолёт не подлежал[28].

К началу Октябрьской войны 1973 года «Скайхок» был самым массовым самолётом ВВС Израиля (около 160 машин). В ходе войны израильская авиация столкнулась с неожиданно мощной системой ПВО Египта и не менее мощной ПВО Сирии, в результате чего в первые три дня боевых действий были понесены тяжёлые потери. Только за один день 7 октября, было сбито как минимум 30 «Скайхоков», лишь немногие пилоты смогли катапультироваться. Больше половины из отправленных на Голанские высоты самолётов, не возвращались с боевого задания. Для их восполнения из США были срочно переброшены в том числе 46 «Скайхоков». Потери A-4 в этой войне составили более 50 машин.
По официальным американским данным перед войной у Израиля имелось 172 A-4, в ходе войны они совершили 4695 боевых вылетов, 52 самолёта было сбито или разбилось и 89 повреждено. Известно что, как минимум 1 повреждённый «Скайхок» был списан. Западный историк Франк Акер указывает безвозвратные потери A-4 в 55 машин. Другой западный исследователь Эдмунд Гариб называет безвозвратные потери «Скайхоков» в 80 самолётов. В воздушных боях было сбито как минимум 9 «Скайхоков» — 5 сбито сирийскими МиГ-21, 2 сирийскими МиГ-17, 1 египетским МиГ-21 и 1 иракским МиГ-21, кроме того один «Скайхок» вернулся на аэродром в критическом состоянии после попадания ракеты Р-3С (ремонтопригодность этого самолёта неизвестна). Самолёты поставленные в ходе войны также успели совершить некоторое количество вылетов, об их потерях ничего неизвестно.
После окончания большой войны израильские «Скайхоки» продолжали совершать боевые вылеты над Голанскими высотами. 19 апреля 1974, над горой Хермон, огнём сирийской «Шилки» был сбит A-4, лётчик погиб в самолёте.
В конце 1970-х и начале 1980-х годов израильские A-4 участвовали в налётах на базы Организации освобождения Палестины на территории Ливана. Они применялись и в ходе операции «Мир Галилее» — полномасштабного вторжения в Ливан летом 1982 года. Потерян был один самолёт, сбитый ракетой ПЗРК Стрела-2 6 июня 1982 года (его пилот попал в плен).

### Фолкленды
Основу реактивной ударной авиации Аргентины во время Фолклендской войны (1982) составляли «Скайхоки» и «Даггеры». Всего Аргентина имела 48 A-4: 26 A-4B, 12 A-4C и 10 A-4Q. Из-за отсутствия подходящих аэродромов на Фолклендах они были вынуждены выполнять боевые вылеты с материка, что значительно увеличивало дальность полёта.
«Скайхоки» привлекались главным образом к ударам по британским кораблям с применением свободнопадающих авиабомб. Несмотря на то что многие бомбы не взрывались (высота сброса часто была слишком мала, и взрыватель не успевал взвестись), пилотам A-4 удалось уничтожить четыре из шести потерянных британских кораблей («Ардент», «Ковентри», «Энтилоуп», «Сэр Галахэд»), ещё несколько кораблей были повреждены; таким образом, штурмовики «Скайхок» оказались наиболее эффективными аргентинскими самолётами в этом конфликте. Ярким примером возможностей современной штурмовой авиации стали события в Блафф-Коув (en) 8 июня 1982 года. Британское командование собиралось перебросить в этот район по морю подкрепления для уже находившегося на позициях батальона парашютистов. Переброска должна была проводиться в тёмное время суток, но в результате ряда случайностей и ошибок оба десантных корабля всё ещё находились в Блафф-Коув с наступлением рассвета. В результате они были замечены аргентинцами, и группа «Скайхоков» нанесла удар по месту высадки, не встретив никакого противодействия. Последствия налёта были катастрофическими: погибло около 50 британских военнослужащих, корабли были повреждены, причём повреждения «Сэр Галахэд» оказались настолько тяжёлыми, что он был затоплен после прекращения боевых действий.
Потери вооружённых «Скайхоками» эскадрилий в ходе войны составили 22 самолёта (10 A-4B, 9 A-4C и 3 A-4Q) и 19 пилотов, из них 8 сбито британскими Sea Harrier, 7 огнём ЗРК с кораблей, 3 огнём с земли, 1 «дружественным огнём» и 3 разбилось.

### Другие конфликты

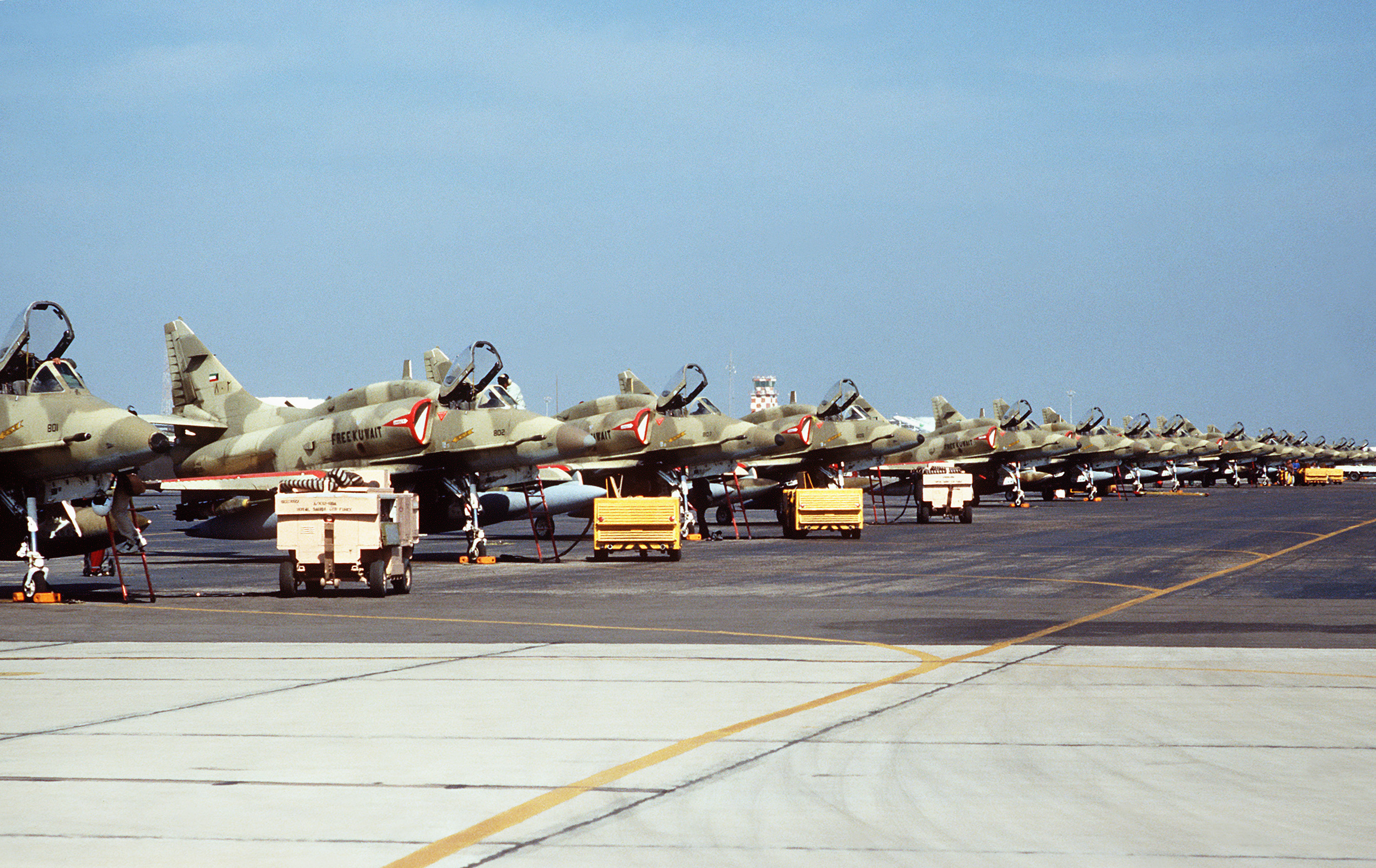
Линейка A-4KU во время «Бури в пустыне», 13 февраля 1991 года

Во время иракского вторжения в Кувейт в августе 1990 года кувейтские A-4KU наносили удары по наступавшим войскам противника. Несколько самолётов были потеряны, остальные успели до захвата аэродромов перелететь в Саудовскую Аравию. Пять «Скайхоков» достались Ираку в качестве трофеев. Вся уцелевшая кувейтская авиация вошла в состав Свободных ВВС Кувейта (Free Kuwaiti Air Force). «Скайхоки» активно участвовали в операции «Буря в пустыне» в январе—феврале 1991 года, совершив более 1300 боевых вылетов при потере всего одного самолёта (пилот попал в плен).
Индонезийские «Скайхоки» использовались против партизан на оккупированном Восточном Тиморе, однако подробности этих операций неизвестны.

## Происшествия
27 мая 1974 года в районе авиабазы морской авиации в Джексонвилле тренировочный штурмовик TA-4J Skyhawk ВМС США был сбит ракетой AIM-9 Sidewinder, выпущенной по ошибке американским истребителем A-7 Corsair. Американский пилот лейтенант Роберт Род успешно катапультировался.
10 декабря 1976 года у побережья Северной Каролины штурмовик A-4E Skyhawk ВМС США был сбит ракетой AIM-9 Sidewinder, выпущенной американским истребителем F-4J Phantom II, пилот лейтенант Джероми Петиковски успешно катапультировался. Пилоты «Фантома» приняли «Скайхок» за беспилотную учебно-тренировочную мишень.
14 февраля 2013 года Douglas A-4 Skyhawk аргентинских ВВС потерпел крушение при посадке. Пилот успел катапультироваться.

## Тактико-технические характеристики
Приведённые данные соответствуют варианту A-4E.
Технические характеристики
- Экипаж: 1 человек
- Длина: 12,6 м
- Размах крыла: 8,4 м
- Высота: 4,6 м
- Площадь крыла: 24,06 м²
- Масса пустого: 4365 кг
- Масса снаряжённого: 8300 кг
- Масса максимальная взлётная: 10 410 кг
- Двигатель: 1× ТРД Pratt & Whitney J52-P-6A (1× 3855 кгс)

Лётные характеристики
- Максимальная скорость у земли: 1083 км/ч
- Крейсерская скорость: 800 км/ч
- Скорость сваливания: 224 км/ч
- Боевой радиус с 2 ПТБ: 1094 км
- Перегоночная дальность: 3430 км
- Боевой потолок: 12 200 м
- Эксплуатационная перегрузка: −3/+8 g

Вооружение
- Пушки: 2×20 мм (Colt Mk.12); боезапас — 200 патронов, по 100 на пушку
- Точек подвески: 5
- Боевая нагрузка: до 3720 кг

## В компьютерных играх
На A-4E можно «полетать» в бесплатном пользовательском модуле для симулятора DCS World а также в симуляторе Strike Fighters 2.
В игре War Thunder можно «полетать» на модификации A-4B и A-4E Early ВМС США.
А так же на модификациях Израильских ВВС A-4E, А-4H, A-4E Early(M), A-4N.